# Narodni mudžahedini Irana
Organizacija narodnih mudžahedina Irana ili Mudžahedin-e Halk (pers. سازمان مجاهدين خلق ايران, saazmaan-e modžaahedin-e halk-e iraan, skraćeno MEK, PMOI ili MKO) je iranska političko-militantna  organizacija zasnovana na marksističkoj ideologiji i zagovara rušenje rukovodstva Islamske Republike Iran i uspostavljanje vlastite vlade. To je bila „prva iranska organizacija koja je sistematski razvila modernu revolucionarnu interpretaciju islama – interpretaciju koja je oštro odložila i stari konzervativni islam tradicionalnog sveštenstva i novu populističku verziju koju je 1970-ih godina formulisao Ruholah Homeini i njegova vlada.” MEK se smatra najvećom i najaktivnijom političkom opozicionom grupom Islamske Republike Irana.
MEK je osnovan 5. septembra 1965. godine od strane iranskih studenata povezanih sa Iranskim pokretom slobode da bi se suprotstavili Mohamedu Reza Pahlаviju. Organizacija je učestvovala u oružanom sukobu s dinastijom Pahlavi 1970-ih godina i doprinela rušenju šaha u vreme iranske revolucije, a potom je nastojala da uspostaviti demokratiju u Iranu, posebno dobivši podršku inteligencije srednje klase Irana. Posle pada Mohameda Reze Pahlavija, MEK je odbio da učestvuje u ustavnom referendumu nove vlade, što je dovelo do toga da Homeini sprečava Masuda Rajavija i ostale članove MEK-a da budu na funkciji u novoj vladi. Ovo je stvorilo sukobe sa Ruholahom Homeinijem, a početkom 1981. godine vlasti su zabranile MEK-u da upravlja organizacijom u podzemlju.
MEK je organizovao mirnu demonstraciju protiv Islamske republike (za koju su tvrdili da je izvršila tajni udar). Protest je doveo do hapšenja i pogubljenja članova i simpatizera MEK-a. Prema rečima Sandre Mackei, MEK je ciljao na ključne zvanične podatke Irana, bombardovanjem kancelarije premijera, napadom na državne službenike i članove Revolucionarne garde, kao i na obične građane koji su podržavali novu vladu. Struan Stivenson i drugi analitičari kažu da su ciljevi MEK-a uključivali samo vladine i sigurnosne institucije Islamske Republike. MEK je napao iranski režim zbog „ometanja skupova, zabrane novina i spaljivanja knjižara, nameštanja izbora i zatvaranja univerziteta; kidnapovanja, zatvaranja i mučenja političkih aktivista”. Prema infoplease.com, više od 16.000 Iranaca je ubijeno od strane MEK-a 1979. godine Prema MEK-u, više od 100.000 njegovih članova je ubijeno, a 150.000 zatvoreno u Islamskoj Republici Iran. Zatim je Islamska revolucionarna garda izvršila raciju MEK-ovih sigurnih kuća ubivši prvu ženu Masuda Rajavija, Ašrafa Rabija, i Musa Khiabani, MEK-ovu drugu komandantu u to vreme.
Organizacija je dobila novi život u egzilu, osnivajući Nacionalni savet otpora Irana i nastavljajući da vrši nasilne napade u Iranu. Godine 1983. stali su na stranu Sadama Huseina protiv iranskih oružanih snaga u iračko-iranskom ratu, što je ogromna većina Iranaca smatrala izdajom i koja je poništila žalbu MEK-a u svojoj domovini.  Godine 1986. IRI je zatražio od Francuske da protera MEK iz Pariza, tako da je ostao u Iraku gde se borio protiv Irana tokom iračko-iranskog rata rata uz vojsku Sadama Huseina, i pomogao Sadamovoj republikanskoj gardi u suzbijanju pobuna protiv Sadama na nacionalnom nivou 1991. godine. 2002. godine, MEK je 111 o iranskom tajnom nuklearnom programu, a 2003. godine, nakon okupacije Iraka od strane SAD-a i koalicionih snaga, MEK je potpisao sporazum o prekidu sukoba sa SAD i spustio oružje u logor Ašraf.
Evropska unija, Kanada i Sjedinjene Države ranije su navele MEK kao terorističku organizaciju, ali je ta oznaka od tada ukinuta, prvo od strane veća Evropske unije 26. januara 2009. godine,  od strane vlade SAD-a 21. septembra 2012. godine i na kraju od kanadske vlade 20. decembra 2012. godine. MEK je trenutno označen kao teroristička organizacija od strane Irana i Iraka. U junu 2004. godine, SAD su imenovale pripadnike MEK-a kao 'zaštićene osobe' prema Ženevskoj konvenciji IV u vezi sa zaštitom civilnih lica za vreme rata, koji je istekao 2009. godine nakon potpunog suvereniteta Iraka. Mnogi stručnjaci  raznih naučnih radova, medijskih kuća, UHNCR, HRW, kao i vlada Sjedinjenih država i Francuske opisali su ga kao kult koji je izgrađen oko njegovih vođa Mesuda i Mariam Rajavi. Istraga Evropskog parlamenta i američke vojske zaključila je da su optužbe da je to „kult” neosnovane, jer je „falsifikovana informacija koja se može pratiti do iranskog ministarstva obaveštajne službe”.

## Druga imena
Grupa nije imala ime do februara 1972. godine.
Narodna mudžahedinska organizacija u Iranu poznata je po raznim imenima, kao na primer:
- Mudžahedin-e-Kalk organizacija (MEK)
- Nacionalna oslobodilačka vojska Irana (oružano krilo grupe)
- Nacionalni savet otpora Irana (NCRI) – MEK je član osnivača koalicije organizacija koje se zovu NCRI.[43] Organizacija izgleda kao koalicija na širokoj osnovi; međutim, mnogi analitičari smatraju NCRI i MEK sinonimima [44] i prepoznaju NCRI kao samo „nominalno nezavisno” političko krilo MEK-a.[45][46][47]
- Monafikeen (persijski: منافقین, bukv. 'licemerje') – iranska vlada stalno ukazuje na organizaciju s tim pogrdnim imenom. Termin je izveden iz Kurana, koji ga opisuje kao ljude „dva uma” koji „govore svojim ustima ono što nije u njihovim srcima” i „u njihovim srcima je bolest”.[48]
- Kult Rajavi ili Rajavijev kult.[49][50]

## Članovi
Prema Kenetu Kecmanu, većina analitičara se slaže da članovi MEK-a imaju tendenciju da budu „posvećeniji i revniji” od onih drugih organizacija.

### 1980. godine
Prema Džordžu E. Deluriu, početkom 1980. godine organizacija je smatrana da ima 5.000 članova i 50.000 pristalica. U junu 1980. godine, možda na vrhuncu njihove popularnosti, mudžahedini su privukli 150.000 simpatizera na skup u Teheranu. Pijere Razuk procenjuje maksimalnu snagu MEK-a od 1981—1983. do 1987—1988, oko 15.000 boraca sa nekoliko tenkova i nekoliko desetina lakih artiljerijskih komada, bestrzajnih topova, mitraljeza, protivtenkovskih raketa i SAM-7. Džefri S. Dikon i Meredit Rajd Sarkis procenjuju da je njihova predratna snaga iznosila oko 2.000, a kasnije dostigla 10.000.

### Posle 2000. godine
Veruje se da MEK ima naoružanu gerilsku grupu od 5.000 do 7.000, koja se nalazila u Iraku pre rata 2003. godine, ali se članstvo između 3.000 i 5.000 smatrano realnim. 2005. godine američki think-tank Savet za inostrane odnose je izjavio da je MEK imao 10.000 članova, od kojih je jedna trećina do polovine bila boraca. Prema članku Njujork tajmsa iz 2003. godine, MEK je bio sastavljen od 5.000 boraca sa sedištem u Iraku, od kojih su mnogi bili ženski borci. Izveštaji Vojnog bilansa iz 2003. i 2004. godine, kao i izveštaj BMI Research-a za 2008. godinu procenjuju snagu oružanih krila MEK-a od 6.000 do 8.000, a njeno političko krilo oko 3.000, što znači ukupno 9.000-11.000 članova. U članku o spoljnoj politici iz 2013. godine tvrde da je u Iraku bilo oko 2.900 članova. U 2011. godini, Ministarstvo odbrane Sjedinjenih Američkih Država je procenilo globalno članstvo organizacije između 5.000 i 13.500 osoba rasutih širom Evrope, Severne Amerike i Iraka. Ashark Al-Avsat je izvestio da je okupljanje MEK-a u 2016. privuklo „više od 100.000 iranskih disidenata” u Parizu. Danas, MEK kao „marginalizovana grupa prognanih” naglašavajući svoju sektašku karakteristiku, pokušava da promeni režim u Iranu.

## Istorija

### Pregled
Osnovan je 5. septembra 1965. godine od strane levičarskih iranskih studenata povezanih sa Iranskim pokretom slobode da bi se suprotstavili Šah Pahlaviju. Organizacija je učestvovala u oružanom sukobu sa dinastijom Pahlavi sedamdesetih godina i igrala je aktivnu ulogu u padu Šaha 1979. godine. MEK je bila prva iranska organizacija koja je sistematski razvila modernu revolucionarnu interpretaciju islama. MEK se smatra iranskom „najvećom i najaktivnijom iranskom organizacijom”.
Početkom 1979. MEK se organizovao i ponovo stvorio oružane ćelije, posebno u Teheranu. MEK (zajedno sa drugim gerilskim organizacijama) pomogao je da se sruši Pahlavijev režim. Dopisnici Le Monde-a su izvestili da su „u dva odlučna i dramatična dana, gerilske organizacije, i marksističke i ne-marksističke, uspele da sruše Pahlavsku monarhiju.” Aiandegan, nezavisni dnevnik masovne cirkulacije, napisao je da su uglavnom Fedajani i MEK porazili carsku stražu. Kaihan, večernji list sa masovnom cirkulacijom, rekao je da su MEK, Fedajijani i druge levičarske gerilce odigrali odlučujuću ulogu u završnim bitkama 11. februara. Prva osoba koja je dugo govorila na nacionalnoj televiziji odmah nakon revolucije je otac troje ubijenih članova MEK-a, Khalilollah Rezai. Jedna od prvih osoba koja se obratila Iranu na Radio Teheranu je glasnogovornik MEK-a koji je čestitao zemlji na revoluciji i pozdravio 'Njegovo visočanstvo Ajatolaha Homeinija' kao slavnog borca (mudžahed). MEK je uspeo da izađe iz podzemlja na javnu scenu. Iako će uskoro ući u sukob sa Homeinijem. Asgar Ali je opisao MEK kao „korištenje islama za služenje eksploatisanim masama”. Autor je rekao da iako MEK nije imao prestiž Homeinija, oni su se „sigurno borili protiv siromašnih", dajući islamu radikalnu sliku.
Nakon iranske revolucije 1979. godine koja je zbacila Muhameda Rezu Pahlavija, narodni mudžahedini Irana odbili su da učestvuju na referendumu za ratifikaciju ustava. Kao rezultat toga, Homenii je naknadno odbio Massoura Rajavija i članove PMOI-a da se kandiduju na iranskim predsedničkim izborima, 1980. Štaviše, uprkos činjenici da je glavni kandidat ove organizacije dobio čak 531.943 glasova u izbornoj jedinici u Teheranu i da je imao nekoliko kandidata u drugom krugu izbora, nije mogao da osvoji ni jedno mesto na izborima za Irana 1980. MEK je optužio Homeinija za „monopolizaciju moći”, „otmicu revolucije”, „gaženje demokratskih prava” i „planiranje za uspostavljanje fašističke jednopartijske diktature”. MEK je predstavljala islamske levičare koji su se borili protiv šahovskog režima nezavisno od Ajatolaha Homeinija. Hominiji je demantovao učešće MEK-a u novom režimu, prisiljavajući ga na opoziciju.
MEK je 20. juna 1981. godine organizovao mirnu demonstraciju u Teheranu. Hominijeva revolucionarna garda potisnula je demonstracije, što je rezultiralo „50 smrtnih slučajeva, 200 povređenih i 1000 uhapšenih”. 1980—1981. godine MEK i druge levičarske grupe počele su da sarađuju sa predsednikom Abolhassanom Banisadrom radi ponovnog preuzimanja od strane Islamske stranke. Islamska republika je odgovorila „puštanjem bez presedana vladavine terora", pucanjem demonstranata, uključujući i decu. Za manje od šest meseci poginulo je 2.665 osoba od kojih su 90 % bili članovi MEK-a.
U saradnji sa predsednikom Abolhassanom Banisadrom, grupa se sukobila sa vladajućom Islamskom Republikanskom strankom, izbegavši direktnu i otvorenu kritiku Homeinija do juna 1981. godine, kada su objavili rat protiv Vlade Islamske Republike Iran i inicirali brojne bombaške napade i atentate na sveštenike i njihovo rukovodstvo .
Organizacija je dobila novi život u egzilu, osnivajući Nacionalni savet otpora Irana i nastavljajući da vrši nasilne napade u Iranu. Godine 1983. stali su na stranu Sadama Huseina protiv iranskih oružanih snaga u iransko-iračkom ratu, što je ogromna većina Iranaca smatrala izdajom i koja je uništila žalbu MEK-a u svojoj domovini. Godine 1988. Homeinijeva fatva dovela je do pogubljenja političkih zatvorenika, uključujući mnoge članove MEK-a.
MEK je 2003. godine potpisao sporazum o prekidu sukoba sa SAD i povukao vojsku u logor Ašraf.
Dok je rukovodstvo MEK-a boravilo u Parizu, ključni članovi grupe bili su dugi niz godina osudjeni na logor Ašraf u Iraku, posebno nakon što su MEK i američke snage potpisale sporazum o prekidu sukoba „uzajamnog razumevanja i koordinacije” 2003 godine. Grupa je kasnije preseljena u bivšu američku vojnu bazu Kamp Liberti u Iraku  i na kraju u Albaniju.
MEK je 2002. otkrio postojanje iranskog nuklearnog programa. Od tada su izneli razne tvrdnje o programu, od kojih sve nisu bile tačne.
Mnogi simpatizeri MEK-a i organizatori srednjeg nivoa uhapšeni su i pogubljeni nakon juna 1981. Bilo je i dokumentovanih slučajeva u vezi sa kampanjama iranske vlade koje se bave uklanjanjem članova MEK-a i njihovog uticaja, uključujući atentate u inostranstvu. Značajno je da je 1990. godine u Ženevi ubijen profesor Kazem Rajavi (brat Masuda Rajavija i aktivista za ljudska prava). Švajcarska vlada imenovala je 13 iranskih zvaničnika, sa „specijalnom misijom“ u svojim pasošima, kao učesnici atentata. Prema Kenetu Kecmanu, MEK je „glavna meta iranskog međunarodnog bezbednosnog aparata i njegova kampanja u ubijanju protivnika u inostranstvu“. MEK je imao sedište u Francuskoj (1981—1986; od 2003), Iraku (1986–1986). 2016) i  u Albaniji (od 2016).
Prema infoplease.com, MEK je od 1979. godine ubio više od 16.000 ljudi iz Irana. U izveštaju za 2010. britanski parlamentarni odbor za slobodu Irana izjavio je da je 1980-ih i 1990-ih godina pogubljeno oko 120.000 pripadnika i pristalica MEK-a, od kojih je 30.000 zatvorenika poginulo u pogubljenjima iranskih političkih zatvorenika 1998. Preko 100.000 njenih članova je ubijeno, a 150.000 zatvoreno u Islamskoj Republici Iran.
Lincoln P. Bloomfield Jr. je odredio američku i evropsku diplomatiju sa Teheranom sa 'rezultatima' koji uključuju MEK kako sledi:
| Godina               | Rezultati koji uključuju MEK |
| 1985—86: US-Iran     | Izveštaj Komisije o toranjskoj vezi sa Iranom uključuje petostransko pismo režimskom kontaktu Manuchera Ghorbanifara navodeći „[osiguranje] zvaničnog saopštenja da je [MEK] terorist i marksista” jedan od nekoliko koraka u SAD „kao znak dobra volja”; pomoćnik državnog sekretara za bliskoistočne poslove je dao dobrovoljno takvu izjavu na kongresnom saslušanju 1985. godine sa ciljem da osvoji oslobađanje američkih talaca održanih u Libanu. |
| 1986: Francuska-Iran | Francusku vladu na čelu sa premijerom Žak Širakom, u zamenu za dogovor sa Iranom o oslobađanju šest francuskih talaca zarobljenih u Libanu, francuska vlada je predvodila premijera Žaka Širaka. |
| 1987: Francuska-Iran | Chiracova vlada napravila je drugi pokušaj da oslobodi francuske taoce u Iranu kada je pristala da deportuje preostale MEK iz Francuske u Gab. |
| 1997: US-Iran        | Vrhunski pomoćnik državne sekretarke Albright potvrdio je da je američka lista MEK-a kao terorističke grupe učinjena kao gest dobre volje za novoizabranog predsednika Mohameda Khatamija iz Irana, u nadi da će se poboljšati odnosi. |
| 1999: US-Iran        | Američki zvaničnici potvrdili su da je dodavanje MEK-ova imena i NCRI njegovoj oznaci FTO bilo na zahtev Irana. |
| 2000: UK-Iran        | Ministar inostranih poslova Velike Britanije Robin Kuk postigao je sporazum sa svojim iranskim kolegom: On je MEK označio kao terorističku grupu na zajedničkoj konferenciji za štampu; zauzvrat, Iran je pristao da ne sprovodi svoju fetvu protiv Salama Rušdija |
| 2003: Francuska-Iran | Francuski organi za sprovođenje zakona uhapsili su političko rukovodstvo i osoblje MEK-a u Parizu kao „isporučivu stvar” u aranžmanu koji uključuje iranski ugovor o kupoprodaji nafte Totalu između ministara vanjskih poslova dviju zemalja. |
| 2003: US/UK-Iran     | Američki zvaničnici koji su se sastali sa iranskim zvaničnicima u Ženevi složili su se da će lokacije MEK-a biti meta američkih snaga u „Operaciji Iračka sloboda”, u zamjenu za koju se Iran ne bi mešao u OIF; Ministar vanjskih poslova Velike Britanije Jack Strav potvrdio je dogovor s iranskim ministrom vanjskih poslova Kharrazi. |
| 2003: US-Iran        | Visoki zvaničnici razmotrili su 'zamenu' prema kojoj bi SAD ponudile da predaju više od 3.000 MEK prognanika u Irak pritvoru Irana, u zamenu za koju bi Iran predao SAD-u rođake Osame bin Ladena za koje se veruje da žive unutar Irana. Posao nije vođen. |
| 2004: EU-Iran        | Diplomati EU-3 (francuski, njemački i britanski) koji pregovaraju s Iranom o nuklearnom pitanju dogovorili su se da u zajedničkom saopštenju uključe zajedničko opredjeljenje između EU i Irana za "borbu ... aktivnosti ... terorističkih grupa kao što su MEK „i to” bez obzira na napredak u nuklearnom pitanju ... " |
| 2006: UK-Iran        | Ministar vanjskih poslova Velike Britanije Jack Strav izjavio je za BBC Radio da je pristao na zahtjev ministra vanjskih poslova Irana da stavi MEK na listu terorista u Velikoj Britaniji. |

### Temelj (1965—1971)
Narodna mudžahedinska organizacija Irana je osnovana 5. septembra 1965. od strane šest bivših pripadnika Pokreta za oslobođenje ili slobodu Irana, studenata na Teheranskom univerzitetu, uključujući Mohammada Hanifnejada, Saied Mohsen i Ali-Asghar Badizadegan. MEK je ponudio „modernu, demokratsku interpretaciju islama, sa izrazito nacionalističkom političkom perspektivom”. To se razlikovalo od ostalih opozicionih grupa u to vreme, što uključuje i nacionaliste, marksiste i fundamentaliste.
MEK se usprotivio vladavini Šaha, Muhameda Reze Pahlavija, smatrajući ga korumpiranim i ugnjetačkim, i smatrao je da je Oslobodilački pokret umeren i neefikasan. Iako su MEK često smatrani 55 Ali Shariati, u stvari, njihove izjave su prethodile Shariati, i nastavile su da odjekuju jedna drugu tokom kasnih 1960-ih i ranih 1970-ih.
U prvih pet godina grupa se prvenstveno bavila ideološkim radom. Prema istoričaru Ervandu Abrahamijanu, njihovo razmišljanje je bilo u skladu sa zajedničkom tendencijom u Iranu u to vreme – nekakvim radikalnim, političkim islamom zasnovanim na marksističkom čitanju istorije i politike. Glavni izvor inspiracije bio je islamski tekst Nahj al-Balagha (zbirka analiza i aforizama pripisanih Imama Aliju). Uprkos tome što neki opisuju marksistički uticaj, grupa nikada nije koristila izraze „socijalistički” ili „komunistički” da bi opisali sebe. Sistematski radikalna interpretacija šijitskog islama. Tokom 1970-ih, MEK je propagirao radikalni islam kroz neke od radova Ali Sаratija (za razliku od njihovih vlastitih otisaka, koji su u to vreme bili zabranjeni u Iranu). MEK (i Shariati) su tvrdili da islam treba da se suprotstavi feudalizmu i kapitalizmu; treba iskorijeniti nehumane prakse; treba da tretira sve kao ravnopravne građane i da socijalizuje sredstva za proizvodnju. MEK je velikodušno usvojio elemente marksizma u cilju ažuriranja i modernizacije njihovog tumačenja radikalnog islama.
Tokom avgusta i septembra 1971. godine, SAVAK je uspeo da izvrši veliki udarac MEK-u, uhapsivši mnoge članove, uključujući i njegove suosnivače. SAVAK je ozbiljno razbio organizacionu strukturu MeK-a, a preživelo rukovodstvo i ključni članovi organizacije držani su u zatvorima do tri sedmice prije revolucije, kada su pušteni politički zatvorenici.
Neki prežiiveli članovi restrukturirali su grupu zamenjujući centralni kadar sa tročlanim centralnim odborom. Svaki od tri člana centralnog komiteta predvodio je odvojeni ogranak organizacije sa svojim ćelijama koje su samostalno skladištile svoje oružje i regrutovale nove članove. Dva od prvobitnih članova centralnog odbora zamenjena su 1972. i 1973. godine, a članovi koji su zamenili bili su zaduženi za vođenje organizacije do unutrašnje čistke iz 1975.
Dana 30. novembra 1970. godine nije učinjen pokušaj otmice američkog ambasadora u Iranu Douglasa MacArthura II. Naoružani napadači MEK-a su zaskočili MacArthurovu limuzinu dok su on i njegova žena putovali do kuće. Pucali su na vozilo i bacala se sekira kroz zadnji prozor, ali MacArthur je ostao nepovredjen. Dana 9. februara 1979, četvorica napadača osuđeni su na doživotnu kaznu zatvora za terorističke radnje, a šesnaest drugih na kaynu do deset godina.
U avgustu 1971. godine Centralni komitet MEK-a je bio Reza Rezai, Kazem Zolanvar i Brahram Aram. Sve do smrti tadašnjeg vođe MEK-a u junu 1973. godine, Reze Rezaija, nije bilo sumnje o islamskom identitetu grupe.

### Raskol (1971—1979)
Iako je muslimanski MEK odbacio regrutovanje marksista, smrt i zatvaranje njenih lidera od 1971. do 1973. dovelo je do uključivanja marksističkih članova u svoj Centralni komitet. Godine 1972, Zolanvarovo hapšenje dovelo je do uključivanja Majida Šarifa Vakuefija; i 1973, Taki Sahram je zamenio Rezaija nakon njegove smrti. Reforme unutar grupe počele su u to vreme, sa Tagi Šahramom, Hoseinom Rohanijem i Torab Hakšenasom koji su igrali ključne uloge u stvaranju marksističko-lenjinističkog MEK-a koji će kasnije postati Peikar. Početkom 1972. Šahove sigurnosne snage su razbile MEK, a većina članova je pogubljena, ubijena ili zatvorena. Lider organizacije, Massoud Rajavi, takođe je bio u zatvoru do januara 1979. godine.
Do 1973. godine pripadnici marksističko-lenjinističkog MEK-a pokrenuli su „unutrašnju ideološku borbu”. Članovi koji nisu prešli u marksizam bili su proterani ili prijavljeni SAVAK-u. Ova nova grupa usvojila je marksistički, sekularniji i ekstremistički identitet. Ovi članovi su prisvojili ime MEK-a, au knjizi Manifest o ideološkim pitanjima, centralno rukovodstvo je izjavilo "da su nakon deset godina tajne egzistencije, četiri godine oružane borbe i dve godine intenzivnog ideološkog preispitivanja, došli do zaključka da Marksizam, a ne islam, bila prava revolucionarna filozofija.
To je dovelo do toga da su dvojica suparnika mudžahedina, svaki sa svojim izdanjem, vlastitom organizacijom i vlastitim aktivnostima. Nova grupa je prvobitno bila poznata kao mudžahedin M.L. (Marksist-Lenninist). Nekoliko meseci pre iranske revolucije, većina marksističkih mudžahedina preimenovala se u „Pejkar” (Organizacija borbe za emancipaciju radničke klase) 7. decembra 1978. (16 Azar, 1357). Ovo ime potiče od „Lige borbe za emancipaciju radničke klase”, koja je bila levičarska grupa u Sankt Peterburgu, koju je osnovao Vladimir Lenjin u jesen 1895. godine. Od 1973. do 1979. muslimanski MEK je delimično preživeo u provincijama, ali uglavnom u zatvorima, posebno u zatvoru Kasr gde je držan Massoud Rajavi.
Grupa je izvršila nekoliko atentata na američko vojno osoblje i civile koji su radili u Iranu tokom 1970-ih. Između 1973 i 1975, marksistički-lenjinistički MEK povećao je svoje oružane operacije u Iranu. Godine 1973. učestvovali su u dve ulične bitke s policijom Teherana. Takođe, 1973. bombardovali su deset zgrada, uključujući Plan organizaciju, Pan-American Airlines, Shell Oil Compani, Hotel International, Radio Citi Cinema i izvoznu kompaniju u vlasništvu bahajskog biznismena. U februaru 1974. pokrenuli su napad na policijsku stanicu u Isafahanu. U aprilu 1974. bombardovali su prijemnu salu, Omansku banku, kapije britanske ambasade i kancelarije o Pan-Američkoj naftnoj kompaniji u znak protesta zbog državnog poseta sultana Omana. U saopštenju organizacije je saopšteno da su akcije bile pokazivanje solidarnosti sa ljudima u Dhofaru. 19. aprila 1974. godine pokušali su da bombarduju centar SAVAK na Teheranskom univerzitetu. 25. maja, oni su pokrenuli bombe u tri multinacionalne korpacije.
Potpukovnik Louis Lee Havkins, kontrolor američke vojske, ubijen je pred svojim domom u Teheranu od strane dvojice muškaraca na motociklu 2. juna 1973. godine. Automobil sa tri američka radnika iz kompanije Rockvell International napadnut je od strane MEK-a Avgust 1976. Vilijam Kotrel, Donald Smit i Robert Krongard ubijeni  su radeći na sistemu Ibeksa. Vodeći do islamske revolucije, pripadnici MEK-a, izvršili su napade i ubistva protiv iranskih i zapadnih ciljeva. Posle revolucije neki kažu da je grupa podržala preuzimanje američke ambasade u Teheranu 1979. godine. Prema Ervandu Abrahamianu i Kennetu Katzmanu, MEK “nije mogao podržati uzimanje talaca, jer je režim koristio krizu taoca kao izgovor da eliminiše svoje unutrašnje protivnike”. U maju 1972. napad na Brig. General Harold Price je pripisan MEK.. MEK-u koji je opisao eventualno oslobađanje američkih talaca od „predaje”.
Prema Georgeu Caveu, bivšem šefu stanice CIA-e u Teheranu, pripadnici MEK-ovih hitova su predstavljali radnike na putevima i zakopali improvizovanu eksplozivnu napravu ispod puta Brig. General Harold Price redovno koristi. Kada je primećen, operativac je detonirao bombu, uništivši vozilo. Navodi da je to bila prva instanca daljinske detonacije te vrste bombi. MEK-ovi članovi tvrdili su da je ubistva i bombardovanja izvršila marksistička grupa Peikar, koja je „otela” ime MEK-a, i koji nisu pod kontrolom zatvorenih lidera kao što je Massoud Rajavi.
11. maja 1976. Vashington Post je objavio da je u januaru te godine „pogubljeno devet terorista osuđenih za ubistvo trojice američkih pukovnika. Vođa grupe, Vahid Afrakhteh, izjavio je da je lično ubio kolegu. Levis Lee Havkins u Teheranu 1973. godine vodio je ćeliju koja je ubila pukovnika Paula Shafera i potpukovnika Jack Turnera.” (str. A9) U novembru 16, 1976, priča UPI-a je izvestila da je policija Teherana ubila Bahram Arama, osoba koja je odgovorna za ubistvo tri Amerikanca koji su radili za Rockvell International. Bahram Aram i Vahid Afrakhteh pripadali su (marksističkoj) rivalskoj grupi Peikar koja se pojavila 1972, a ne (muslimanski) MEK. Uprkos tome, neki izvori su ove atentate pripisao MEK-u.
Godine 2005, State Department je prepisao i ubistva Amerikanaca u Iranu Peikaru. Izveštaji zemalja objavljeni u aprilu 2006. godine kažu da je „marksistički element MEK ubio nekoliko šahovskih američkih savetnika za bezbednost pre islamske revolucije”. Prema rečima Lincolna P. Bloomfield Jr., Massoud Rajavi i MEK pod njegovim rukovodstvom „nisu učestvovali u ubijanju Amerikanaca u Iranu.” Drugi analitičari to podržavaju, uključujući i direktora istraživanja u Vašingtonskom institutu za politiku Bliskog istoka Patricka Clavsona, tvrdeći da je „Rajavi, nakon puštanja iz zatvora tokom revolucije, morao da obnovi organizaciju, koja je bila teško uništena Peikarovim iskustvom.”
MEK takođe okrivljuje marksistu Pejkar za Amerikance ubijene u Iranu. Dok je bio u zatvoru, nakon saznanja o tim događajima, Massoud Rajavi je napisao knjigu koja se odnosi na Peikar kao „pseudo-levičarske oportuniste” čije su vojne operacije ubile američke građane u pokušaju da „izazovu” i nadmaše „pravi” MEK.

### Politička faza (1979—1981)
Posle islamske revolucije, MEK je brzo rastao, postajući „glavna sila u iranskoj politici” i mnogi strani diplomati su je smatrali „najvećom, najbolje disciplinovanom i najteže naoružanom od svih opozicionih organizacija”.
Grupa je podržala revoluciju u svojim početnim fazama. MEK je pokrenuo neuspešnu kampanju koja je podržavala potpuno ukidanje stalne iranske vojske Islamske Republike Iran, kako bi se sprečio državni udar protiv sistema. Oni su takođe tražili priznanje za infiltraciju protiv pljačke Nojeh.
Učestvovala je na referendumu održanom u martu 1979. Njen kandidat za šefa novoosnovanog saveta eksperata bio je Masoud Rajavi na izborima avgusta 1979. Međutim,on je izgubio izbore.
Kasnije, narodni mudžahedini Irana odbili su da učestvuju na referendumu da ratificiraju ustav gde je Ruholah Homeini pozvao „sve dobre muslimane da glasaju” da " ,na iranskim predsedničkim izborima, 1980. Sredinom 1980. godine, sveštenici koji su bili blizu Homeiniju su otvoreno nazivali MEK kao „monafegin”, „kafer” i „eltekatigari”. MEK, umesto toga, optužio je Homeinija za „monopolizaciju moći”, „otmicu revolucije”, „gaženje demokratskog prava” i „planiranje za uspostavljanje fašističke jednopartijske diktature”.
Neposredno posle islamske revolucije 1979. godine, MEK je bio potisnut Homeinijevim revolucionarnim organizacijama i maltretiran od strane Hezbolahija, koji je napao mesta za sastanke, knjižare i kioske mudžahedina. Krajem 1981. godine, nekoliko članova i pristalica PMOI otišlo je u izgnanstvo. Njihovo glavno utočište bilo je u Francuskoj.
Do početka 1981. godine iranske vlasti su zatvorile MEK-ove urede, zabranile njihove novine, zabranile njihove demonstracije i izdale naloge za hapšenje  vođe MEK-a, prisiljavajući tu organizaciju na  podzemlje. Prema profesoru Cheril Bernard, 1981. godine, Islamska Republika je izvršila masovno pogubljenje političkih zatvorenika, a MEK se podelio u četiri grupe. Jedna od grupa ostala je pod zemljom u Iranu, druga grupa je otišla u Kurdistan, treća grupa je otišla u druge zemlje u inostranstvo, a preostali članovi su uhapšeni, zatvoreni ili pogubljeni. Posle toga, MEK je primio oružanu opoziciju protiv Homeinijeve Islamske Republike.

#### Izborna istorija
| Godina | Izbor / referendum            | Osvojena mesta / politika | Reference |
| 1979   | Referendum Islamske Republike | Glas 'da'                 | [ 73 ]    |
| 1979   | Skupština eksperata           | (0 %) 0 / 73              | [ 122 ]   |
| 1979   | Ustavni referendum            | 'Bojkot'                  | [ 73 ]    |
| 1980   | Predsednički izbori           | glasanje, nema kandidata  | [ 73 ]    |
| 1980   | Parlamentarni izbori          | 0 / 270 (0%)              | [ 122 ]   |

### Konflikt sa vladom Islamske republike (1981—1988)
Sredinom 1980. godine, sveštenici su se približili Homeiniju gde su se otvoreno odnosili prema MEK-u kao „monafegin”, „kafer” i „eltekatigari”. MEK  je umesto toga Homeinija optužio za „monopolizirajuću moć", „otmicu revolucije", „gaženje demokratskog prava" i „planiranje da se uspostavi fašistička jednopartijska diktatura".
U februaru 1980. godine koncentrisani napadi hezbolahih pro-Homeinijeve milicije počeli su na mestu sastanka, u knjižarama i kioscima Muđahida i drugih levičara koji vode Levo podzemlje u Iranu. Hiljadu pristalica i članova MEK-a je ubijeno od 1979. do 1981. godine i nekih 3000 uhapšeno.
20. juna 1981. godine MEK je organizovao mirnu demostraciju u Tehranu. Homeinijeva Revolucionarna garda potisnula je demostraciju što je rezultiralo sa 50 smrtnih slučajeva, 200 ranjenih i 1000 uhapšenih.
30. avgusta bomba je detonirana ubijanjem izabranog predsednika Radžaija i premijera Mohameda Javad Bohandija. Homeinijeva vlada je identifikovala sekretara Vrhovnog saveta nacionalne bezbednosti i aktivnog člana Masuda Keshmiri kao izvršilac, iako je bilo mnogo više spekulacija između akademaca i posmatrača da su bombaške napade možda sproveli lideri IRP-a kako bi se oslobodili političkih protivnika.
Reakcija oba bombardovanja je bila intenzivna zbog mnogih hapšenja i pogubljenja mudžahedina i drugih levičarskih grupa ali „atentati na vodeće zvaničnike i aktivne pristaše vlade od strane mudžahedina nastavljeni su naredne godine".
Prema Ervandu Abrahamijanu MEK su napali zbog „ometanja skupova i sastajanja zabrane novina i spaljivanja knjižara, nameštanja izbora i zatvaranja univerziteta; kidnapovanjem, zatvaranja i mučenja političkih aktivista; oživljavanjem SAVAK i korišćenje sudova da terorišu svoje protivnike i inženjering američke krize talaca da nametne naciji „srednjovekovni koncept.
Prema Masudu Banisadru, nakon invazije Iraka na Iran 1980. godine, MEK je nazvao Sadama Huseina „agresorom" i „diktatorom". Iako se MEK borio protiv Iraka u septembru 1980. godine, oni su pozvali na mir i potpisali mirovni sporazum sa Irakom 1983. godine" nazivajući nastavak rata nelegitimno". Prema Alirezi Jafarzadehin, MEK je uspeo da zaustavi iračke vazdušne napade na Iran u raznim prilikama.
Godine 1981. MEK je formirao Nacionalni savet otpora Irana (NCRI) sa navedenim ciljem ujedinjenja opozicije iranskoj vladi pod jednom krovnom organizacijom. MEK kaže da je zadnjih 25 godina, NCRI razvio u parlamentu  540 članova u egzilu sa specificnom platformom koja naglašava slobodne izbore, rodna ravnopravnost i jednaka prava za etničke i religiozne manjine. MEK zahteva da to takođe zalaže za ekonomiju slobodnog tržišta i podršku mira na Bliskom istoku. Međutim FBI zahteva da NCRI „nije zahtevna organizacija već je i jeste sastavni deo (MEK) u svim relevantnim vremenima" i da je NCRI „politička grana" MEK-a ne obrnuto. Iako je MEK danas glavni deo organizacije NCRI  prethodno je bio domaćin drugim organizacijama kao što je Kurdistanska demokratska partija Irana.
Temelj Nacionalnog saveta otpora Irana (NCRI) i MEK-ovog učesća je dozvolio Rajavi da preuzme položaj predsednika otpora Islamske republike. Zato što su druge opozicione grupe bile zarobljene u pravnom političkom procesu i prisiljene u podzemlje, MEK-ova koalicija izgrađena između tih pokreta omogućila je izgradnju legitimne opozicije Islamske republike.
Mnogo MEK-ovih simpatizera ili organizatori srednjeg nivoa uhapšeni su i pogubljeni nakon juna 1981. godine. MEK tvrdi da je ubijeno preko 100.000 njihovih članova i 150.000 zatvoreno od strane režima ali nije postojao put samostalne potvrde ove figure. Amasador Linkol Blomfield opisao je ovaj period u magazinskom članu Nacionalni interesi „gde se suočava sa sve većim otporom u proleće 1981. godine restriktivnom novom naređenju koje je kulminiralo masovnim demonstracijama širom zemlje na koje se pozvao vođa MEK-a Mesud Rajavi 20. juna, Homeinova vlada je osigurana naoružanjem brutalnom silom,što je dovelo do toga da je prvi i jedini slobodno izabrani predsednik Irana Abolhasan Bani-Sadr pod zemljom u stalnom izgnanstvu. Ova sudbonosna epizoda je opisana od strane Ervand Abrahamijana kao „vladavina terora", Marvin Zonis je nazvao to „kampanja masovnog pokolja".
Godine 1981. Masud Rajavi je dao izjavu ubrzo nakon što je otišao u izgnanstvo. Ova ideja prema Džejmsu Piaciju identifikovala je MEK ne kao rivala za vlast već kao avangardu narodne borbe:

Naša borba protiv Homeinija nije konflikt između 2 osvetoljubiva plemena. To je borba revolucionarne organizacije protiv totalitarnog režima... Kako sam ja rekla/rekao ova borba je konflikt za oslobođenje ljudi;  za informisanje i mobilizaciju naroda kako bi se srušila uzurpirajuća reakcija i izgradila sopstvena slavna budućnost vlastitim ljudima.
Godine 1982. Islamska republika je provalila MEK-ove operacije i Iran. Ove preventivne mere od strane režima izaziva MEK-a u eskalizaciji parobojnih programa kao oblik opozicije. Do juna 1982. godine Iračka snaga je prestala vojnu okupaciju Iranske teritorije. Masoud Rajavi počeo je da „više nije bilo razloga da se nastavi rat i pozvao na hitno primirje koje pokreće kampanju za mir unutar i izvan Irana".
U januaru 1983 tadašnji zamenik primijera Iraka Tariq Aziz i Masoud Rajavi su potpisali mirovni  sporazum koji je ko-nacrtan mirovni plan „zasnovan na sporazumu u uzajamnom priznavanju granica kako je definisano 1975. godine Ažirski sporazum".Prema Džejmsu Pijaci ovaj mir inicijativni je postao prvi diplomatski čin NCRI-ja kao „prava vlada u egzilu". Tokom sastanka Rajavi je tvrdio da je Iranski vođa Ajatolah Ruholah Homeini bio „jedina osoba koja konstantno poziva na Iračko-iranski rat."
Na kraju, većina rukovodstva i članova MEK-a pobegla je u Francusku gde je radila do 1985. godine. U junu 1986. godine Francuska je pokušavala da poboljša odnose sa Iranom i izbacila MEK-a i organizaciju koja se preselila u Irak. Predstavnici MEK-a tvrde da njihova organizacija nije imala alternativu da se presele i Irak s obzirom na to da je cilj rusenja Iranske klerikalne vlade.

#### Operacija Večno svetlo i pogubljenje 1988.
Godine 1986, nakon što je francuski premijer Žak Širak postigao dogovor sa Teheranom o oslobađanju francuskih talaca koji su držali zatvorenike od strane Hezbolaha u Libanu, MEK je bio prisiljen da napusti Francusku i preselio se u Irak. Istražni novinar Dominik Lorentz povezao je hapšenje francuskih talaca iz 1986. godine sa navodnom ucjenom Teherana u vezi s nuklearnim programom Francuske.
Prema Džejsmu Pijaci, Homeini je nameravao da MEK bude prognan na nepoznatu lokaciju koja bi oslabila njihov položaj. Međutim, Irak je požurio da sudi MEK-u „pre njegovog svrgavanja". MEK je preselio svoju bazu na Mehran. Islamska Republika Iran preduzela je „opsežnu kampanju bombardovanja iz vazduha kako bi potisnula MEK sa svoje pozicije", a MEK je uzvratio sa bombardovanjem.
Pri kraju rata između Iraka i Irana 1980—88, vojna snaga od 7.000 pripadnika MEK-a, naoružana i opremljena Sadamovim Irakom i nazivajući se Nacionalnom oslobodilačkom vojskom Irana (NLA), stupila je u akciju. 26. jula 1988. godine, šest dana nakon što je Ajatolah Homeini najavio da će prihvatiti rezoluciju o prekidu vatre posredstvom UN-a, NLA je napredovala pod teškim iračkim vazdušnim koracima, prelazeći iransku granicu od Iraka. Zarobio je i srušio do temelja iranski grad Islamabad-e Gharb. Kako je napredovao dalje u Iran, Irak je prestao sa svojom vazdušnom podrškom, a iranske snage su prekinule linije snabdevanja NLA i protunjavale se pod okriljem borbenih aviona i topovskih helikoptera. 29. jula NLA je najavila dobrovoljno povlačenje u Irak. MEK tvrdi da je izgubila 1.400 mrtvih ili nestalih, a Islamska Republika pretrpela je 55.000 žrtava (IRGC, Basij snage ili vojska). Islamska Republika tvrdi da je tokom operacije ubila 4.500 NLA. Operacija je nazvana Foroughe Javidan (Eternal Light) od strane MEK-a i protiv napadna operacija Mersad od strane iranskih snaga.
Nakon operacije pogubljen je veliki broj zatvorenika iz MEK-a i manji broj drugih levičarskih opozicionih grupa. Istraživanje Amnesti Internešenela iz 2018. godine otkrilo je da je Ruholah Homeini naredio mučenje i pogubljenje hiljada političkih zatvorenika kroz tajnu fatvu. Većina pogubljenih zatočenika služila je zatvorske kazne zbog mirnih aktivnosti (distribucija opozicionih novina i letaka, učestvovanje u demonstracijama ili prikupljanje donacija za političke opozicije) ili držanje zabranjenih političkih stavova. 28. jula, iranski vrhovni vođa Ruholah Homeini, „upotrebio je oružani upad kao izgovor za izdavanje tajne fetve" naređujući pogubljenje svih zatvorenika koji su podržavali MEK. Iranske vlasti pokrenule su koordinirana vansudska ubistva koja su imala za cilj iskoreniti političku opoziciju. Ubistva su smatrana zločinom protiv čovečnosti jer su delovala izvan zakonodavstva, a suđenja nisu bila vezana za utvrđivanje krivice ili nevinosti optuženih. Sam izveštaj Amnestija bio je kritikovan zbog besa nasilne prošlosti MEK-a i saveza sa Sadamom Huseinom. Takođe nije pomenuto da su hiljade pripadnika MEK-a ubijeno tokom operacije Mersad, a ne u zatvoru.
U 2016. godini, audio snimak je objavljen na zvaničnom sastanku na visokom nivou koji se održao u avgustu 1988. između Hoseina Ali Montazerija i zvaničnika odgovornih za masovna ubistva u Teheranu. Na snimku se čuje Hosein Ali Montazeri, koji kaže da je ministarstvo obaveštajnih službi iskoristilo oružani upad MEK-a kao izgovor za masovna ubistva, koja su „bila u razmatranju nekoliko godina”. Iranske vlasti odbacile su incident kao “ništa” ali propaganda prikazujući pogubljenja kao zakonit odgovor maloj grupi zatvorenih osoba koje su se dogovorile sa MEK-om da podrže svoj upad 25. jula 1988. godine. Prema navodima Amnesti Internešnal, ova priča ne objašnjava kako su hiljade zatvorenika iz cele zemlje mogli komunicirati i koordinirati iz iranskih zatvora s visokom sigurnosnom opremom s naoružanom grupom izvan zemlje.
Broj pogubljenih ostaje sporna tačka, sa brojevima od 1.400 do 30.000. Pogubljenja koja je naredio Ajatolah Ruholah Homeini i izvršila su ih nekoliko visokih članova sadašnje iranske vlade. Pogubljeni su i žene i deca. Zatvorenici su optuženi za „moharebeh” ili „vođenje rata protiv Boga”, a oni koji su rekli da su povezani sa MEK-om bili su obešeni na dizalici. Iranska vlada optužila je one koji istražuju pogubljenja za „otkrivanje državne tajne" i preteći nacionalnoj sigurnosti. Prema Amnesti Internešnal, „u toku je i kampanja Islamske Republike da demonizuje žrtve, iskrivljuje činjenice i suzbija preživele i branitelje ljudskih prava“.
Prema The Economistu, „Iranci svih pruga imaju tendenciju da ovu grupu smatraju izdajicama" za svoj savez sa Sadamom tokom iransko-iračkog rata. Suosnivač Jedinstva za demokratiju u Iranu (UDI) Đavad Kadem rekao je da „saradnja MEK-a sa Sadamom protiv iranskog naroda nikada neće biti izbrisana iz sećanja na iranski narod". Masud Rajavi je lično identifikovao iranske vojne ciljeve za napad na Irak, što je Elizabet Rubin opisala kao izdaju. Prema američkom zvaničniku u julu 1988. godine, iako je popularnost MEK-a u Iranu nastradala kao rezultat njenog prisustva u Iraku, nastavila je da „privlači veliki broj iranskih dobrovoljaca". MEK je tvrdio da nije imao izbora da bude prisutan u Iraku da bi imao ikakvu šansu da sruši iranski režim.
U noći subote 18. juna 1988, Irak je pokrenuo operaciju Četrdeset zvezda uz pomoć MEK-a. Sa 530 avionskih letova i teškim korišćenjem nervnog gasa, oni su napali iranske snage u području oko Mehrana, ubivši ili ranivši 3.500 i skoro uništavajući diviziju Revolucionarne garde.
Takođe, operaciju Aftab sprovela je vojska organizacije Mojahedin Khalk u zapadnom delu zemlje 1988. godine.

### Posle-ratna era Sadam (1988—2003)
Organizacija poseduje besplatnu satelitsku televizijsku mrežu pod nazivom Vizija slobode (Sima-ie-Azadi), koja je pokrenuta 2003. godine u Engleskoj. Prethodno je delovala analogna televizija Vizije otpora u Iraku 1990-ih, dostupna u zapadnim provincijama Irana. Imali su i radio stanicu Radio Iran Zamin, koja je zatvorena u junu 1998. godine.
U narednim godinama MEK je izvršio nekoliko ubistava političkih i vojnih ličnosti unutar Irana, uključujući Asadola Lajevardija, bivšeg upravnika zatvora Evin, 1998. godine i zamenika načelnika Generalštaba iranskih oružanih snaga brigadnog generala Alija Saiiada Shirazija, koji je ubijen na pragu svoje kuće 10. aprila 1999. godine.
MEK je u aprilu 1992. napao 10 ambasada, uključujući iransku misiju pri Ujedinjenim nacijama u Njujorku. Neki od napadača su bili naoružani noževima, vatrenim oružjem, metalnim šipkama, štapovima i drugim oružjem. U raznim napadima uzeli su taoce, spalili automobile i zgrade i povrijedili više iranskih ambasadora i zaposlenika ambasade. Bilo je dodatnih povreda, uključujući i policiju, na drugim lokacijama. MEK je takođe prouzrokovao veliku imovinsku štetu. Bilo je na desetine hapšenja.
Iransko ministarstvo obaveštajnih službi (MOIS) razbilo je aktivnost MEK-a, izvodeći ono što je američki Federalni istraživački odjel, Izveštaj Biblioteke Kongresa nazvao „psihološkim ratovanjem".
Prema Kecmanu, mnogi analitičari veruju da MEK nema dovoljno snage ili podrške da ozbiljno izazove stisak iranske vlade na vlast; međutim, vlada je zabrinuta zbog aktivnosti MEK-a, tako da je ovo glavna meta iranskog aparata za unutrašnju sigurnost i njegove kampanje ubistava protivnika u inostranstvu. Veruje se da je iranska vlada odgovorna za ubijanje pripadnika MEK-a, Kazema Rajavija 24. aprila 1990. i Mohameda-Hoseina Naghdija, predstavnika NCRI-ja 6. marta 1993. godine.
Prema Državnom sekretarijatu Sjedinjenih Američkih Država i grupi za spoljne poslove Parlamenta Australije, MEK, koji je u Iraku zaklonio Sadam Husein, pomogao je Republikanskoj gardi u brutalnom suzbijanju pobuna na nacionalnoj razini protiv basističkog režima. Bivši članovi MEK-a su izjavili da su Mariam Rajavi rekli: „Odvedite Kurde pod tenkove i sačuvajte metke za iransku revolucionarnu gardu".
Predsednik FIFA-e Sep Blater izjavio je u junu 1998. da je primio „anonimne pretnje od ometanja od iranskih prognanika" za utakmicu Svetskog kupa 1998. između Irana i američkih fudbalskih timova u Stade de Gerland. MEK je kupio oko 7.000 od 42.000 ulaznica za meč između njih, kako bi se promovisale političkim transparentima koje su prokrijumčarene. Kada je prvobitni plan bio ometan TV kamerama FIFA-e koje su izbjegavale snimanje, obaveštajni izvori su dobijali informacije o invaziji na teren. Da bi se sprečio prekid u meču, dodatno obezbeđenje je ušlo u Stade Gerland.

#### Francuska hapšenja 2003.
U junu 2003. godine francuska policija pretresla je imovinu MEK-a, uključujući i njenu bazu u Auvers-sur-Oise, po nalogu antiterorističkog sudije Jen -Luisa Bruguiere, nakon sumnje da pokušava da prebaci svoju bazu operacija tamo. Zatim je uhapšeno 160 osumnjičenih članova MEK-a, uključujući Mariam Rajavi i njenog brata Saleha Rajavija. Nakon ispitivanja, većina zatvorenika je puštena, ali je 24 člana, uključujući i Mariam Rajavi, držano u pritvoru.
Kao odgovor na to, 40 navijača počelo je štrajk glađu u znak protesta zbog hapšenja, a deset ih je žrtvovalo u raznim evropskim prestonicama tako što su se zapalili ispred francuskih ambasada. Francuski ministar unutrašnjih poslova Nicolas Sarkozi izjavio je da je MEK „nedavno želio da Francuska postane baza podrške, posebno nakon intervencije u Iraku", dok je Piere de Bouskuet de Florian, šef francuske domaće obavještajne službe, tvrdio da je ta grupa „transformisala svoju Val d'Oise centar blizu Pariza ... u međunarodnu terorističku bazu ". Policija je u svojim kancelarijama pronašla 1,3 miliona dolara u novčanicama od 100 dolara. 160 pripadnika MEK-a uhapšenih zbog terorističkih optužbi u Francuskoj 2003. godine istraživani su od strane sudova i potpuno oslobođeni u 2011. godine.
Američki senator Sam Brovnback, republikanac iz Kanzasa i predsednik pododbora za spoljne odnose za Južnu Aziju, optužio je francuze za „prljavi posao iranske vlade". Zajedno sa drugim članovima Kongresa, napisao je protestno pismo predsjedniku Žaka Širaku, dok su dugogodišnji pristaše MEK-a, kao što su Sheila Jackson-Lee, demokrata iz Teksasa, kritikovali hapšenje Marjam Rajavi.
Prateći naređenja MEK-a i protestujući zbog hapšenja, oko deset članova, među kojima je bila i Neda Hasani, zapalili su se ispred francuskih ambasada u inostranstvu, a dvojica su umrli. Sud je kasnije ustanovio da nema osnova za terorizam ili finansijske troškove vezane za terorizam. Tokom 2014. godine, sudije su takođe odbacile sve optužbe za pranje novca i prevaru.

### Post-Američka invazija na Irak (2003—2016)
Tokom rata u Iraku, koalicione snage su bombardovale baze MEK-a i prisilile ih da se predaju u maju 2003. godine. Američke trupe su kasnije postavile stražare na njegove baze. Američka vojska je takođe štitila i pružala logističku podršku MEK-u dok su američki zvaničnici smatrali da je grupa visoko vredan izvor obaveštajnih podataka o Iranu.
Nakon invazije na Irak 2003. godine, logore MEK bombardovale su SAD, što je rezultiralo sa najmanje 50 smrtnih slučajeva. Kasnije je otkriveno da su bombaški napadi SAD bili dio sporazuma između iranske vlade i Vašingtona. U sporazumu, Teheran je ponudio da smeni neke od osumnjičenih za Al Kaidu ako SAD padne na MEK.
U toj operaciji SAD su navodno zarobile 6.000 vojnika MEK-a i više od 2.000 komada vojne opreme, uključujući 19 britanskih tenkara Chieftain. Jedinica MEK izvan Faludže postala je poznata kao Kamp Faludža i sedela je pored druge glavne baze u Faludži, Zemljištu snova koje ide napred. Zarobljeni pripadnici MEK-a držani su u logoru Ašraf, oko 100 kilometara zapadno od iranske granice i 60 kilometara severno od Bagdada.
Sekretar za odbranu Donald Rumsfeld proglasio je osoblje MEK-a u Ašrafu zaštićenim licima u skladu sa Četvrtom ženevskom konvencijom. Oni su stavljeni pod stražu vojske SAD-a. Prestupnici iz ove grupe su odvojeno smešteni u izbegličkom kampu u kampu Ašraf i zaštićeni vojnom policijom američke vojske (2003. godine – sadašnje), američkih marinaca (2005.–07. godine) i bugarske vojske (od 2006. godine).
MEK je 19. avgusta 2003. godine bombardovao bazu Ujedinjenih nacija u Iraku, što je dovelo do povlačenja UN-a iz zemlje.
Iranske vlasti su 2010. osudile na smrt pet članova MEK-a koji su uhapšeni tokom protesta predsedničkih izbora 2009. godine.
U julu 2010. godine, Vrhovni irački krivični sud izdao je nalog za hapšenje 39 pripadnika MEK-a, uključujući Mesuda i Mariam Rajavi, za zločine protiv čovječnosti počinjene tokom suzbijanja ustanaka u Iraku 1991. godine.

#### Reakcija Iraka za 2009.godinu
23. januara 2009. godine i tokom posete Teheranu, irački savetnik za nacionalnu bezbednost Movafak al-Rubaje ponovio je raniju najavu iračkog premijera da organizacija MEK više neće moći da se zasniva na iračkom tlu i izjavio da su članovi organizacija će morati da napravi izbor, ili da se vrati u Iran ili da ode u treću zemlju, dodajući da će se ove mere sprovoditi u naredna dva meseca.
Dana 29. jula 2009. godine, poginulo je jedanaest Iranaca, a više od 500 je ranjeno u napadu iračke bezbednosti na MEK-ov kamp Ašraf u provinciji Diiala u Iraku. Američki zvaničnici dugo su se protivili nasilnom preuzimanju logora severoistočno od Bagdada, a smatra se da je napad simbolizirao opadanje američkog uticaja u Iraku. Nakon pretresa, američki državni sekretar, Hilari Klinton, izjavila je da je to pitanje „u potpunosti u nadležnosti iračke vlade". Tokom napada, 36 iranskih disidenata je uhapšeno i uklonjeno iz logora na u gradu po imenu Kalis, gde su uhapšeni 72 dana štrajkovali glađu, od kojih je 7 bilo suvi štrajk glađu. Konačno, disidenti su pušteni kada su bili u izuzetno kritičnom stanju i na rubu smrti.

#### Iranski nuklearni program
MEK i NCRI otkrili su postojanje iranskog nuklearnog programa na konferenciji za štampu koja je održana 14. avgusta 2002. godine u Vašingtonu. Predstavnik MEK-a Alireza Jafarzadeh izjavio je da Iran vodi dva najtajnija projekta, jedan u gradu Natanzu i drugi u objektu u Iraku, što je kasnije potvrđeno od strane Međunarodne agencije za nuklearnu energiju.
Novinari Seimour Hersh i Conie Bruck napisali su da je Izraelu MEK-u dao informacije. Između ostalog, opisao ga je viši zvaničnik IAEA i monarhistički savetnik Reze Pahlavija, koji je pre MEK-a rekao da im je ponuđeno da otkriju informacije, ali su to odbili jer bi ih narod Irana negativno video. Slični izveštaji mogu se naći i na drugim mestima, uključujući komentare koje su dali američki zvaničnici.
Međutim, sve njihove naknadne tvrdnje su se pokazale netačnima. Na primer, 18. novembra 2004. godine, predstavnik MEK-a Mohamed Mohadesin koristio je satelitske snimke kako bi lažno izjavio da postoji novi objekat u severoistočnom Teheranu, pod nazivom „Centar za razvoj napredne tehnologije odbrane".
Godine 2010. NCRI je tvrdio da je otkrio tajni nuklearni objekat u Iranu. Ove tvrdnje su odbacili američki zvaničnici, koji nisu verovali da su objekti nuklearni. U 2013. NCRI je ponovo tvrdio da je otkrio tajnu podzemnu nuklearnu lokaciju.
Američki zvaničnici, koji su razgovarali sa NBC Nevs pod uslovom anonimnosti, izjavili su da se MEK finansira, obučava i naoružava od strane izraelske tajne službe za ubistvo iranskih nuklearnih naučnika. Bivši službenik CIA-e na Bliskom istoku, Robert Baer je tvrdio da su agenti MEK-a obučeni od strane Izraela jedini uverljivi počinioci takvih atentata.
Vesti NBC-a su izvestile da su američki zvaničnici pod uslovom anonimnosti potvrdili „Izrael se udružio sa terorističkom grupom za ubijanje iranskih nuklearnih naučnika." Mosad i MEK su zajednički odgovorni za ciljano ubijanje iranskih naučnika „iako nikada nisu podržali dokaze."
U 2015. godini, MEK je ponovo lažno tvrdio da je pronašao tajni nuklearni objekat koji su nazvali „Lavizan-3". Ova lokacija je otkrivena da je upravljala firma koja proizvodi identifikacione dokumente za iransku vladu.

#### Premeštanje iz Iraka
1. januara 2009. godine vojska SAD-a prebacila je kontrolu nad logor Ašraf na iračku vladu. Istog dana, premijer Nuri el-Maliki najavio je da vojnojj grupi neće biti dozvoljeno da svoje operacije zasniva na iračkom tlu.
Godine 2012. MEK se preselio iz tabora Ašraf u logor Hurija u Bagdadu (nekadašnja američka baza ranije poznata kao Kamp Liberti). U napadu raketa i minobacača ubijeno je 5 i povređeno još 50 osoba u kampu Huria 9. februara 2013. godine. Stanovnici MEK-a u toj ustanovi i njihovi predstavnici i advokati pozvali su generalnog sekretara UN-a i američke zvaničnike da ih puste da se vrate Ašrafu, za koji kažu ima betonske zgrade i skloništa koja pružaju veću zaštitu. Sjedinjene Države rade sa Visokim komesarijatom UN-a za izbeglice na projektu preseljenja.

### Naselje u Albaniji (2016-danas)
Sjedinjene Države su 2013. gurnule MEK da se presele u Albaniju, ali je organizacija odbacila ponudu. MEK je na kraju prihvatio da prebaci oko 3.000 članova u Albaniju, a SAD su donirale 20 miliona dolara agenciji za izbeglice u SAD da im pomogne da se presele. Dana 9. septembra 2016. godine, više od 280 članova MEK-a koji su ostali premešteni su u Albaniju. U maju 2018. godine, MSNBC je emitovao snimke tajne baze MEK-a u Albaniji, koja se nikada ranije nije videla, opisana kao „masivni kompleks vojnog stila". Instalacija se nalazi u Manezu, u okrugu Durres, gdje su protestirali lokalni stanovnici.
Godine 2017, godinu dana pre nego što je Džon Bolton postao savetnik za nacionalnu bezbednost predsednika Trumpa, obratio se članovima MEK-a i rekao da će proslaviti u Teheranu pre 2019. godine.
Do 2018. godine više od 4.000 članova MEK-a je ušlo u Albaniju, prema podacima INSTAT-a.

#### 2018.
Veruje se da će od 2018. godine MEK-ovi operativci i dalje provoditi tajne operacije unutar Irana kako bi zbacili iransku vladu. Sejmur Hersh je izvestio da se „neke tajne operacije koje podržava Amerika nastavljaju danas u Iranu", sa glavnim ciljem MEK-a da ukloni sadašnju iransku vladu.
U januaru 2018. godine, iranski predsednik Hasan Rohani nazvao je francuskog predsednika Emanuela Makrona, tražeći od njega da naloži izbacivanje MEK-a iz baze u Auvers-sur-Oise, tvrdeći da je MEK potaknuo iranske proteste 2017/18. godine. U julu 2018. godine belgijska policija je uhapsila muškarca i ženu optuženu za navodnu zavjeru za bombardovanje sastanka MEK-a u Parizu, usred državne posete Austrije i Švajcarske. Kasnije je u Nemačkoj uhapšen iranski diplomata koji radi u iranskoj ambasadi u Beču, osumnjičen da je bio u kontaktu sa dvojicom uhapšenih u Belgiji. Iran je odgovorio da su hapšenja „lažni trikovi" i da su dvojica uhapšenih u Belgiji zapravo poznati članovi MEK-a. U oktobru 2018. godine, francuska vlada je zvanično i javno okrivila iransku obaveštajnu službu za neuspeli napad na MEK. Američki zvaničnici takođe su osudili Iran zbog neispravne bombe koju je Francuska okrivila Teheranu.
U decembru 2018. godine, Albanija je proterala dva iranska diplomata zbog navodne umešanosti u terorističku zaveru protiv MEK-a, optužujući ih za „kršenje njihovog diplomatskog statusa". Proterivanje je aplaudiralo od strane Trumpove administracije čak i pre nego što je zvanično objavljeno od strane svojih albanskih kolega. Neki izvori pogrešno su saopštili da je teroristička zavera uključivala napad na kvalifikacionu fudbalsku utakmicu za Svetsko prvenstvo Albanija-Izrael 2016. godine. Međutim, ovu terorističku zaveru je planirala grupa islamske države, kojoj se Iran protivi. Proterivanje, prema albanskim zvaničnicima, bilo je u vezi sa navodnim „eksplozivnim napadom" na bazu ili osobljem Mudžahedina-e-Kalka, koji imaju sedište u Tirani, a Iran ga je optužio da planira i smrtonosne terorističke napade na iranske institucije i zvaničnike. Dvojicu navodnih operativaca Kuds-a su uhapsili i deportovali u martu 2018. godine albanska policija. Tenzije između Irana i Albanije su u porastu kako zemlja sve više postaje borilište za razne obaveštajne službe i vojne grupe.

## Ideologija

### Pre revolucije
Prema Kecmanu, rana ideologija MEK-a je predmet rasprave, dok naučnici generalno opisuju ideologiju MEK-a kao pokušaj da se kombinuje „islam sa revolucionarnim marksizmom”, danas organizacija tvrdi da je uvek naglašavan islam i da su marksizam i islam nespojivi. Kecman piše da je njihova ideologij „priznavala stvaranje besklasnog društva koje bi se borilo protiv svetskog imperijalizma, međunarodnog cionizma, kolonijalizma, eksploatacije, rasizma i multinacionalnih korporacija”.
Istoričar Ervand Abrahamijan je zapazio da su MEK „svesni da su pod uticajem marksizma, i modernog i klasičnog”, ali su uvek poricali da su marksisti zato što su znali da je taj termin bio kolokvijalan za „ateistički materijalizam” među iranskim narodom. Iz istog razloga, iranski režim je bio „željan da mudžahedine označi kao islamske marksiste i marksističke muslimane”.
Prema Abrahamijanu, to je bila prva iranska organizacija koja je sistematski razvila moderno revolucionarno objašnjenje islama, koje se „oštro razlikovalo i od starog konzervativnog islama tradicionalnog sveštenstva i od nove populističke verzije koju su formulisali Ajatolah Homeini i njegove pristalice 1970-ih godina”. Prema Džejmsu Pjaci, MEK je, oružanom narodnom borbom, radio na stvaranju društva u kojem ne bi postojala etnička, polna ili klasna diskriminacija.
Tokom ranih 1970-ih godina, MEK je poricao vladine tvrdnje da je priznao marksizam kao ideologiju. Naser Sadeg je rekao vojnim sudovima da iako MEK poštuje marksizam kao „napredni metod društvene analize, oni ne mogu da prihvate materijalizam, koji je bio suprotstavljen njihovoj islamskoj ideologiji”. MEK se na kraju nije složio sa marksističkim grupama. Prema Seperu Zabiru, „oni su ubrzo postali neprijatelji broj 1 obe sovjetske marksističke grupe, Tudeh i Majoriti Fedajin”.
Abrahamijan je rekao da je rana ideologija MEK-a predstavljala „kombinaciju muslimanskih tema, šiitskih pojmova mučeništva, teorija klasičnih marksista o klasičnim borbama i istorijskom determinizmu, i koncepata neomarksista o oružanoj borbi, gerilskom ratu i revolucionarnom junaštvu”. Međutim, MEK tvrdi da to pogrešno prikazuje njihovu ideologiju da su marksizam i islam nespojivi i da je MEK uvek naglašavao islam. (Kecman str. 99)
MEK-ova ideologija revolucionarnog šiizma je zasnovana na tumačenju islama koji je veoma sličan onom od Alija Šariatija, da su „mnogi zaključili” da je inspirisan njime. Prema istoričaru Ervandu Abrahamijanu, jasno je da su „kasnijih godina” Šariati i „njegovi obilni radovi” „indirektno pomogli mudžahedinima”.
U „prvom glavnom ideološkom radu” grupe, Huseinov pokret, čiji je autor jedan od osnivača grupe, tvrdilo se da je monoteistički poredak koji je propovedao prorok Muhamed potpuno ujedinio narod, ne samo zbog verovanja u jednog boga, već i zbog postojanja težnje besklasnog društva ka opštem dobru. „Šiizam, naročito Huseinov istorijski čin mučeništva i otpora, ima i revolucionarnu poruku i posebno mesto u našoj narodnoj kulturi.”
Abrahamijan je opisao šta je jedan mudžahedinski ideolog je tvrdio:
„Reza je i dalje tvrdio da je pobunjenička zastava koju su podigli šiitski imami, naročito Ali, Hasan i Husein, bila usmerena protiv feudalnih zemljoposednika i eksploatisanja trgovačkih kapitalista, kao i protiv uzurpatorskih kalifa koji su izneverili Huseinov pokret. Za Rezu i mudžahedine dužnost svih muslimana je bila da nastave ovu borbu kako bi stvorili ’besklasno društvo’ i uništili sve oblike kapitalizma, despotizma i imperijalizma. Mudžahedini su predstavili svoj stav prema religiji sledećim rečima: ’Nakon godina opsežnog učenja o islamskoj istoriji i šiitskoj ideologiji, naša organizacija je došla do čvrstog zaključka da će islam, a naročito šiizam, igrati glavnu ulogu u inspirisanju masa da se pridruže revoluciji. To će se dogoditi pa zato šiizam, a posebno Huseinov istorijski čin, ima i revolucionarnu poruku i posebno mesto u našoj narodnoj kulturi.”

### Posle revolucije
MEK kaže da traži promenu režima u Iranu mirnim sredstvima, s' namerom da zameni svešteničku vlast u Iranu sekularnom vladom. Takođe tvrdi da se razdvojio od svoje prethodne revolucionarne ideologije u korist liberalnih demokratskih vrednosti, međutim, ne uspevaju da „predstave bilo kakve rezultate kojima bi dokazali sposobnost ili nameru da budu demokratski”. Prema Kenetu Kecmanu, organizacija javno priznaje principe koji uključuju „demokratiju, zaštitu ljudskih prava, slobodnu tržišnu ekonomiju i mir na Srednjem istoku”, međutim, neki analitičari osporavaju da su oni istinski posvećeni onome što su izjavili. Godišnji izveštaj Državnog sekretarijata SAD-a za 2009. godinu navodi da je njihova ideologija spoj marksizma, islamizma i feminizma. Masud Banisadr smatra da „posmatrajući originalnu zvaničnu ideologiju grupe može se primetiti neka vrsta političkog oportunizma unutar njihovog kombinovanja grupa verovanja”. Prema Kenetu Kecmanu, MEK je „pokušao da se pokaže dostojnim podrške SAD-a na osnovu njihove posvećenosti vrednostima koje su kompatibilne sa vrednostima SAD-a – demokratija, slobodna tržišna ekonomija, zaštita prava žena i manjina i mirni odnosi sa susedima Irana”. Prema izveštaju Državnog sekretarijata SAD-a iz oktobra 1994. godine PMOI koristi nasilje u pokušaju da sruši iranski režim.

### Pogled na izraelsko-palestinski sukob
U početku MEK je kritikovao dinastiju Pahlavi zbog ujedinjavanja sa Izraelom i Južnom Afrikom, u kojoj je tada vladao aparthejd, nazivajući ih rasističkim državama i zahtevajući ukidanje svih političkih i ekonomskih sporazuma sa njima. MEK se protivio izraelsko-palestinskom mirovnom procesu i bio je anticionista.
Centralni kadar je uspostavio kontakt sa Palestinskom oslobodilačkom organizacijom (PLO) tako što je poslao izaslanike u Pariz, Dubai i Katar da se sastanu sa zvaničnim službenicima PLO-a. Jednom prilikom, sedam vodećih članova MEK-a je provelo nekoliko meseci u kampovima PLO-a u Jordanu i Libanu. 3. avgusta 1972. godine bombardovali su jordansku ambasadu kako bi se osvetili kralju Huseinu koji je oslobodio svoje trupe na PLO 1970. godine.
Nakon izgnanstva, MEK se pretvorio u „saveznika” Izraela u potrazi za svojim političkim oportunizmom.
Vođa MEK-a, Marjam Rajavi, javno se sastala sa predsednikom države Palestine, Mahmudom Abasom 30. jula 2016. godine u Parizu.

### Pogled na SAD
Pre izgnanstva MEK je propovedao „antiimperijalizam” i pre i posle revolucije. Organizacija mudžahedina hvalila je pisce kao sto su Al-e Ahmad, Saedi i Šariati jer su bili antiimperijalisti. Rajavi je u svojoj predsedničkoj kampanji, posle revolucije, upozoravao na ono što je on zvao „imperijalističkom opasnošću”. To je bilo od fundamentalnog značaja za MEK, na toj osnovi su kritikovali iransku vladu, optužujući Islamsku Republiku za „predaju imperijalizmu” i nelojalnost prema demokratiji koja je, prema Rajaviju, bila jedino sredstvo za „zaštitu od američkog imperijalizma”. Međutim, posle izgnanstva, Rajavi je smanjio pitanja imperijalizma, socijalne revolucije i besklasnog društva. Umesto toga, naglasio je ljudska prava i poštovanje „lične svojine”, za razliku od „privatne svojine” koju kapitalisti smatraju identičnom „ličnoj svojini”, dok se marksisti ne slažu sa time.
Seriju napada 11. septembra organizacija je javno osudila, ali su se njeni članovi u logorima radovali i nazvali je „Osveta boga Americi”.
Organizacija zajednica iranskih Amerikanaca (OIAC), koja se udružila sa MEK-om, tvrdila je da su američki vazdušni napadi na navodna postrojenja hemijskog oružja u Siriji spasila mnoge živote.
U januaru 1993. godine, novoizabrani predsednik, Klinton je napisao prihvatljivo pismo za Masuda Rajavija u kojem je izneo svoju podršku organizaciji. Organizacija je dobila i podršku zvaničnih službenika SAD-a, među kojima su i Tom Ridž, Hauard Din, Majkl Mukasej, Luis Fri, Hju Šelton, Rudi Džulijani, Džon Bolton, Bil Ričardson, Džejms L. Džouns i Edvard G. Rendel.

### „Ideološka revolucija” i pitanje prava žena
27. januara 1985. godine Rajavi je imenovao Marjam Azodanlu za svog ravnopravnog vođu. U saopštenju se navodi da će to ženama dati jednaka prava u okviru organizacije i da će se na taj način „pokrenuti velika ideološka revolucija unutar mudžahedina, iranskog naroda i celog muslimanskog sveta”. U to vreme Marjam Azodanlu je bila poznata jedino kao mlađa sestra veteranskog člana i žena Mehdija Abrishamhija. Prema saopštenju Marjam i Mehdi su se razveli kako bi omogućili ovu „veliku revoluciju”. Kao rezultat toga brak je dodatno doprineo izolaciji mudžahedina i, takođe, uznemirio neke članove organizacije. To je bilo uglavnom zbog toga što je srednja klasa taj brak posmatrala kao nepristojan čin koji im je ličio na seksualnu razmenu žena (naročito kad je Mehdi objavio brak sa mlađom sestrom Musa Kiabanija). Zbog činjenice da se radi o ženama sa malom decom i suprugama bliskih prijatelja ovo se smatralo tabu temom u tradicionalnoj iranskoj kulturi. Efekat ovog događaja na sekulariste i modernu inteligenciju bio je podjednako nečuven kao i povlačenje privatnih događaja u javnu sferu. Mnogi su kritikovali Marjam Azodanlu jer je promenila svoje devojačko prezime (to nije uradila većina žena u Iranu, a nije ni ona sama to učinilla u svom prethodnom braku). Pitali su se da li je to u skladu sa onim što je ona tvrdila, da je odana feministkinja.
Prema iransko-jermenskom istoričaru Ervandu Abrahamijanu. „uprkos suprotnim tvrdnjama mudžahedina, žene nisu podjednako zastupljene u njihovoj hijerarhiji. Knjiga mučenika pokazuje da su žene činile 15 % običnih službenika u organizaciji, ali samo 9 % njenog zapovedništva. Da bi to popravili, mudžahedini su neke žene mučenice koje su bile obični službenici posle smrti odlikovali, naročito one koje su bile povezane sa značajnim ličnostima koje su bile na rukovodećim položajima”.
Prema državnim izveštajima o terorizmu 1990. godine objavljena je druga faza „ideološke revolucije” tokom koje su svi venčani članovi dobili naređenje da se razvedu i da se više ne venčavaju, zavetovajući se na „večni razvod”, izuzev Masuda i Marjam Rajavi. Ubrzo posle toga, sva deca (oko 800 njih) su odvojena od svojih roditelja i poslata van zemlje kako bi ih usvojili članovi grupe u Evropi ili Severnoj Americi.
Godine 1994. za sledeću fazu „ideološke revolucije” je proglašen „samo-razvod”. Tokom ove faze, svi članovi su bili prinuđeni da predaju svoju individualnost organizaciji i da se pretvore u „ljudska bića nalik mravima”, tj. da slede naređenja prema instiktu.

## Označavanje MEK-a kao terorističke organizacije
Dole navedene države i organizacije su zvanično označile MEK kao terorističku organizaciju:
| Trenutno su ih označili | Iran                            | Označena od strane sadašnje vlade od 1981. godine, kao i tokom dinastije Pahlavi do 1979. godine                                                                                              |
| Trenutno su ih označili | Irak                            | Označena od strane vlade posle 2003. godine |
| Ranije su ih označili   | Sjedinjene Američke Države      | Označena je 8. jula 1997. godine, a skinuta sa liste 28. septembra 2012. godine |
| Ranije su ih označili   | Ujedinjeno Kraljevstvo          | Označena je 28. marta 2001. godine, a skinuta sa liste 24. juna 2008. godine |
| Ranije su ih označili   | Evropska unija                  | Označena je maja 2002. godine, a skinuta sa liste 26. januara 2009. godine |
| Ranije su ih označili   | Kanada                          | Označena je 24. maja 2005. godine, a skinuta sa liste 20. decembra 2012. godine |
| Ostali                  | Australija                      | Nije označena kao teroristička organizacija, ali je dodata na „Konsolidovanu listu” koja pripada Rezoluciji 1373 Saveta bezbednosti Organizacije ujedinjenih nacija 21. decembra 2001. godine |
| Ostali                  | Organizacija ujedinjenih nacija | Grupa je opisana kao „uključena u terorističke aktivnosti” od strane Komiteta UN protiv mučenja 2008. godine                                                                                  |

Godine 1997. SAD su stavile MEK na listu stranih terorističkih organizacija koju objavljuje Ministarstvo spoljnih poslova SAD-a. Klintonova administracija je izvestila Los Anđeles tajms da je „uključivanje narodnih mudžahedina bilo zamišljeno kao gest dobre volje prema Teheranu i njegovom novoizabranom predsedniku, Muhamedu Kataniju”.
Od 2004. godine SAD su ovu grupu smatrale „neborcima” i „zaštićenim licima” po Ženevskim konvencijama, zato što je većina članova živela u izbegličkom kampu u Iraku više od 25 godina. 2002. godine EU je, pod pritiskom Vašingtona, dodala MEK na listu terorista. Državna sekretarka SAD-a, Kondoliza Rajs, je 2008. godine odbila zahtev MEK-a da se skine sa liste, u isto vreme su vođe MEK-a započeli kampanju lobiranja, kako bi se uklonili sa liste promovisanjem sebe kao ostvarive klerikalne opozicije u Iranu.
MEK je imao „jaku” bazu u SAD-u koja je pokušala da ukloni grupu sa liste stranih terorističkih organizacija koju objavljuje Ministarstvo spoljnih poslova SAD-a i zbog toga da je pretvorila u zakonitog aktera. 2011. godine nekoliko bivših rukovodilaca SAD-a, među kojima su i sekretar domovinske bezbednosti Tom Ridž, tri bivša predsedavajuća Združenog komiteta načelnika štabova SAD-a, dva bivša direktorka CIA-e, bivši komandant NATO-a Vesli Klark, dva bivša ambasadora SAD-a u Ujedinjenim nacijama, bivši državni pravobranilac SAD-a Majkl Mukasej, bivši šef štaba Bele kuće, bivši komandant marinskog korpusa SAD-a, bivši savetnik za nacionalnu bezbednost SAD-a Frans Taunsend i penzionisani savetnik za nacionalnu bezbednost američkog predsednika Baraka Obame, general Džejms L. Džouns, su predložili da MEK bude uklonjen sa zvanične liste stranih terorista Ministarstva spoljnih poslova na osnovu toga što je MEK predstavljao ostvarivu opoziciju iranskoj vladi.
Herš je saopštio imena bivših državnih funkcionera SAD-a koji su plaćeni da podržavaju MEK, među kojima su i bivši direktori CIA-e Džejms Vulsi i Porter Gos, gradonačelnik Njujorka Rudi Džulijani, bivši guverner Vermonta Hauard Din, bivši direktor FBI-a Luis Fri i bivši ambasador Ujedinjenih nacija Džon Bolton.
Nacionalni savet otpora Irana je odbacio Heršove tvrdnje.
Prema lordu Aleksu Karlilu organizacija je stavljena na listu terorista „jedino zbog toga što su gospodari insistirali na takvom postupku ukoliko bude bilo kakvog dijaloga između Vašingtona i Teherana”.

### Uklanjanje oznake
Ujedinjeno Kraljevstvo je MEK-u uklonilo oznaku terorističke grupe juna 2008. godine, a nakon toga to je uradio i Savet Evropske unije 26. januara 2009. godine, posle čega je grupa nazvana „sedmogodišnja pravna i politička bitka”. Takođe, oznaku su ukinule i SAD nakon odluke državne sekretarke Hilari Klinton 21. septembra 2012. godine i na kraju oznaka je uklonjena i u Kanadi 20. decembra 2012. godine.
Prvi osnovni sud Europskog suda u Luksemburgu je 2008. godine tvrdio da nema opravdanja za stavljanje MEK-a na listu terorista i zamrzavanje njihovih sredstava. Sud je zatim doneo presudu da se MEK ukloni sa liste terorista Evropske unije. Pokušaj vlade EU da sačuva MEK na listi terorista je odbio Evropski sud pravde, a ambasadori 27 država članica složili su se sa time da MEK treba ukloniti sa liste terorista EU. MEK je 26. januara 2009. godine uklonjen sa liste terorista EU i time je postao prva organizacija koja je uklonjena sa te liste.
Apelacioni sud SAD-a je 16. jula 2010. godine naveo zahtev MEK-a, tvrdeći da je više od decenije ranije, 2001. godine, prestao sa vojnim operacijama protiv iranskog režima, raspustio vojne jedinice, odrekao se nasilja i predao svoja oružja američkim snagama u Iraku 2003. godine.
Savet EU je uklonio organizaciji oznaku terorističke grupe, nakon što je Sud pravde EU 2008. godine osudio Francusku zato što nije objavila nove navodne dokaze o tome da MEK predstavlja terorističku pretnju. Uklanjanje MEK-a sa liste omogućilo im je da zahtevaju desetine miliona dolara u zamrznutim sredstvima i da lobiraju u Evropi za više novčanih sredstava. Takođe, uklonjena je oznaka terorista i od strane članova MEK-a u kampu Ašraf u Iraku.
28. septembra 2012. godine Ministarstvo spoljnih poslova SAD-a je zvanično uklonilo MEK sa zvanične liste terorističkih organizacija, prebacujući rok za suđenje MEK-u za 1. oktobar. Državna sekretarka, Hilari Klinton, izjavila je da je ta odluka doneta zato što je MEK odustao od nasilje i zato što je sarađivao u zatvaranju njihove paravojne baze u Iraku. Jedan državni službenik je negirao da je lobiranje nekih poznatih ličnosti uticalo na odluku. Neki bivši državni službenici SAD-a intenzivno su odbacivali novi status i verovali su da MEK nije promenio svoje načine rada.
MEK se zalagao da se ukloni sa liste stranih terorističkih organizacija, tako što je platio visokim državnim službenicima više od 50.000 dolara da daju izjavu da MEK treba ukloniti sa liste terorista. Među njima su Rendel, koji je priznao da mu je plaćeno kako bi podržao MEK i Hamilton, koji je rekao da mu je plaćeno da se „pojavi na panelu u hotelu Mejflover u Vašingtonu 19. februara”. Onlajn medijska kuća Intersept je februara 2015. godine objavila da su Bob Menendez, Džon Makejn, Džudi Ču, Dejna Rorabaher i Robert Toričeli primili novčani doprinos kampanje pristalica MEK-a.
Maja 2018. godine, Daniejl Bendžamin, koji je bio koordinator za borbu protiv terorizma od 2009. godine do 2012. godine, rekao je za Njujork tajms da mu je MEK ponudio novac u zamenu za njegovu podršku.
Ervand Abrahamijan, Šaul Bakhaš, Huan Kol i Geri Sik između ostalog objavili „Zajedničku izjavu stručnjaka o MEK-u” u časopisu Fajnenšal Tajms, izjavljujući svoju zabrinutost zbog uklanjanja MEK-a sa liste terorista. Nacionalni Savet iranskih Amerikanaca je osudio odluku, izjavljujući da „otvara vrata kongresnog kapitala MEK-u za izvršavanje terorističkih napada u Iranu” i „čini rat sa Iranom verovatnijim”. Iranska državna televizija je, takođe, osudila uklanjanje grupe sa liste terorista, izjavivši da SAD smatra MEK „dobrim teroristima zato što ih SAD koriste protiv Irana”.

## Ubistva
Izveštaj Ministarstva spoljnih poslova SAD-a tvrdi „da su se oružani sukobi MEK-a dogodili ranih 1970-ih godina, nakon toga juna 1981. godine, u drugoj polovini 1980-ih godina i u drugoj polovini 1990-ih godina do 2001. godine, usmereni prema državi (državnim službenicima iranskog režima), bezbednosnim snagama i državnim zgradama”. MEK je prva grupa koja je izvršila samoubilačke napade u Iranu. Prema infoplease.com, više od 16.000 ljudi je ubijeno u MEK-ovim napadima od 1979. godine. Od 26. avgusta 1981. godine do decembra 1982. godine izvedeno je 336 napada.
Tokom jeseni 1981. godine ubijeno je više od 1.000 državnih službenika među kojima su i policajci, sudije i sveštenici. Kasnije su ubijeni i mnogi nisko rangirani građanski službenici i članovi Revolucionarne garde. Struan Stivenson i drugi analitičari su izjavili da su mete MEK-a bile samo vladine i bezbednosne institucije Islamse Republike. Vođa MEK-a, Masud Rajavi, izjavio je da mete nisu bili civili:
„U ime iranskog otpora, obećavam da ako neko sa naše strane prekorači crvenu liniju u vezi sa apsolutnom zabranom napada na civile i nevine osobe, namerno ili slučajno, on ili ona će biti spremni da im se sudi i prihvatiće svaku sudsku presudu, uključujući i isplatu štete.”
Takođe, MEK nije uspeo da ubije neke ključne ličnosti, među kojima je i sadašnji vođa Irana, Ali Hamnej. Kada su se pojačale bezbednosne mere za državne službenike, MEK je počeo da cilja na hiljade običnih građana koji su podržavali vladu i Hezbolah.
Organizacija je preuzela odgovornost za atentat na Muhameda Džavada Bahonara. MEK je optužen za ubistvo Alija Sajada Širazija i Asadolaha Lajevardija, direktora iranskog zatvorskog sistema (1998. godine). MEK je ubio Muhameda Alija Radžaija i Muhameda Džavada Bahonara, kao i na Muhameda Behestija, šefa pravde Irana.

## Obaveštajna i dezinformaciona kampanja protiv MEK-a
Prema Kecmanu, iranski režim je zabrinut zbog aktivnosti MEK-a i oni su glavna meta iranskog organa za unutrašnju bezbednost i njegove kampanje ubijanja stranih protivnika. Veruje se da je iranski režim odgovoran za ubistvo predstavnika NCR-a 1993. godine, kao i za ubistvo brata Masuda Rajavija 1990. godine. MEK tvrdi da je pošiljka iranskih minobacača 1996. godine bila namenjena agentima Irana protiv Marjam Rajavi.
Šahov režim je vodio propagandnu kampanju protiv MEK-a, optužujući ih „za izvršavanje razornih dela po naredbi stranih vladara” i tvrdeći da su „pucnjave i bombardovanja uzrokovali velike žrtve među prolaznicima i nevinim civilima, naročito među ženama i decom”. Takođe, dobijena su „javna priznanja” koja su optužila bivše saradnike za zločine, uključujući i promiskuitet. Režim je za MEK tvrdio da su „nevernici koji se pretvaraju da su muslimani” i koristili su termin licemeran iz Kurana kako bih opisali. Obeležje je kasnije koristila Islamska Republika kako bi diskreditovata MEK. Prema istoričaru Ervandu Abrahamijanu, iranski režim je „učinio sve što je mogao” kako bi diskreditovao MEK „kroz surovu kampanju, označavajući ih kao marksističke licemere i zapadnjačke zatrovane ’izabranike’ i kao ’kontrarevolucionarne teroriste’ koji sarađuju sa iračkim pan-arapskim pokretom i imperijalistima”.
Mansur Varaste smatra da iranska obaveštajna služba VEVAK usmerava i finansira dezinformacionu kampanju koju sprovode bivši protivnici režima, uključujući i MEK.
Tokom bombardovanja hrama imama Reze u Mašhedu ubijeno je 25 ljudi i povređeno najmanje 70 ljudi, iranski režim za to odmah okrivio MEK. Mesec dana posle napada, sunitska grupa, koja sebe naziva „islamsko-iranski pokret”, preuzela je odgovornost za napad (kao i za napad na džamiju Maki u Zahedanu 1994. godine). Uprkos tome, iranska vlada je i dalje smatrala da je MEK odgovoran za oba napada. Prema NCRI-ju, na suđenju novembra 1999. godine, ministar unutrašnjih poslova, Abdulah Nuri, priznao je da je napad izvršio iranski režim kako bi se suprotstavio MEK-u i kako bi ukaljao njihov ugled. Prema anonimnom državnom službeniku SAD-a, Ramzi Jusef je napravio bombu, a agenti MEK-a koji je postavili u hram.
Jonah Aleksander je izjavio da su agenti Ministarstva obaveštajnih poslova i sigurnosti (MOIS-a) vodili „prikupljanje obaveštajnih podataka, dezinformacija i prevratničke operacije protiv pojedinačnih protivničkih režima i protivničkih vlada. ... Prema evropskim obaveštajnim i bezbednosnim službama, sadašnjim i bivšim članovima MEK-a i drugima koji su se slagali sa njima, ove obaveštajne mreže uznemiravaju, prete i na kraju pokušavaju da namame protivnike i njihove porodice nazad u Iran kako bi ih krivično gonili”.
Prema Abasu Milaniju, lobisti, koji su plaćeni od strane iranskog režima, vodili su kampanju protiv uklanjanja MEK-a sa liste terorista nazivajući ga „opasnim kultom”. Takođe, bilo je i izveštaja da je Islamska Republika manipulisanja medijima Zapada kako bi izazvala lažne optužbe protiv MEK-a.
Okružni sud SAD-a je 2018. godine optužio dva navodna iranska agenta za „vođenje tajnog nadgledanja izraelskih i jevrejskih ustanova u SAD-u i sakupljanje obaveštajnih podataka o Amerikancima povezanih sa političkom organizacijom koja želi da sruši sadašnju iransku vladu”. Tokom sudskog procesa je otkriveno da su dva navodna iranska agenta uglavnom sakupljala informacije vezane je za aktivnosti u kojima je uključen MEK.

### Dezinformisanje preko regrutovanih članova MEK-a
U izveštaju Kongresne biblioteke SAD-a Odeljenja za federalna istraživanja iz decembra 2012. godine, koji se bavi profilisanjem MOIS-a, opisuje se tako je MOIS regrutovao bivše članove MEK-a i „iskoristio ih kako bi pokrenuli dezinformacionu kampanju protiv MEK-a”. Jedan iranski emigrant, koji živi u Evropi, svedočio je na sudu i dao iskaz u kojem je detaljno opisao šta je sve radio kao plaćeni agent MOIS-a, uključujući i zadatak koji posebno podržava „rasprostranjenu kampanju kojom bi ubedili Hjuman rajts voč da MEK krši ljudska prava” u kojoj su ih „agenti podsticali da daju izveštaj u tom pogledu”. Takođe, poznato je da MOIS regrutuje i iznuđuje ne-irance da demonizuju MEK.
Islamska Republika Iran takođe je poznata i po otmicama i mučenju zarobljenih članova MEK-a i njihovih porodica.
Aktiviste i pristalice MEK-a, Farzad i Sabam Madadzade, uhapsila je iranska policija 2009. godine. Prema Farzadu, iranski oficiri su mučili njega i njegovu sestru i hteli su da on prizna zločine koje nije počinio: „Rekli su mi ’pojavi se i daj izjavu protiv PMOI-a, MEK-a i NCRI-a... Bacili bi me na zemlju i šutirali kao fudbalsku loptu između tri osobe... Nekoliko puta su to uradili ispred moje sestre kako bi je slomili”.

## Ubijanje članova MEK-a izvan Irana
Od 1989. godine do 1993. godine Islamska Republika Iran je ubila veliki broj članova MEK-a. Između marta i juna 1990. godine ubijena su tri člana MEK-a u Turskoj. Dr Kazem Rajavi (član Nacionalnog Saveta) je ubijen 24. februara 1990. godine u Ženevi. Januara 1993. godine još jedan član MEK-a je ubijen u Bagdadu.
Marta 1993. godine je ubijen izaslanik NCRI-ja u Italiji. Maja 1990. godine član MEK-a je ubijen u Kelnu. Februara 1993. godine član MEK-a je ubijen u Manili. Aprila 1992. godine član MEK-a je ubijen u Holandiji. Avgusta 1992. godine član MEK-a je ubijen u Karačiju. Marta 1993. godine dvojica motociklista su ubila predstavnika NCRI-ja Muhameda Huseina Nakdija u Italiji. To je dovelo do toga da je Evropski parlament osudio Islamsku Republiku Iran za političko ubistvo.
Maja 1994. godine agenti Islamske Republike su ubili dva člana MEK-a u Iraku. Maja 1995. godine pet članova MEK-a su ubijena u Iraku. 1996. godine dva člana MEK-a su ubijena u Turskoj (uključujući i člana NCRI-ja Zahru Rajabi); iste godine dva člana MEK-a su ubijena u Pakistanu i još jedan u Iraku.

### Pokušaji ubistva
23. septembra 1991. godine je izvršen pokušaj ubistva Masuda Rajavija u Bagdadu. Avgusta 1992. godine član MEK-a je otet i odveden u Iran. Septembra 1992. godine provaljeno je ustanovama MEK-a u Bagdadu. Januara 1993. godine bombardovan je autobus MEK-a ali nije bilo žrtava. Krajem 1993. godine anonimni naoružani napadači su napali urede Er Frans-a i francusku ambasadu u Iranu nakon što je Francuska dozvolila da Marjam Rajavi i 200 članova MEK-a uđu u Francusku.

## Veze sa stranim akterima

### Sponzorstvo države

#### Pre izgnanstva
MEK je među opozicionim grupama koje imaju podršku od zemalja Persijskog zaliva kao što je Saudijska Arabija.

#### Posle izgnanstva
7. januara 1986. godine, vođe MEK-a su poslale pismo od 12 strana svojim „”saborcima” u Centralnom Komitetu Komunističke partije Sovjetskog saveza, gde su tražili privremeni azil i zajam od 300 miliona dolara da bi nastavili „revolucionarne antiimperijalističke” akcije. Nije jasno kako su Sovjeti odgovorili, sudeći po Milaniju.
Obaveštajna agencija Izraela Mosad održava kontakte sa MEK-om, koji datiraju još od 1990-tih godina. Nekoliko komentatora uključujući Ričarda Engela i Roberta Vindrema su sugerisali da su ubistva bila zajedničko delo Izraela i tadašnje grupe MEK koja je bila na listi stranih terorističkih organizacija.
Hjeran Džo, vanredni profesor Univerziteta A&M u Teksasu je 2015. godine napisala da Sjedinjene Države podržavaju MEK. Po Spiegel Online eksperti za bezbednost kažu da Sjedinjene Države, Saudijska Arabija i Izrael pružaju grupi finansijsku podršku, iako nema dokaza za ovu pretpostavku i MEK to poriče.

### Nedržavni akteri
Prema Edvandu Abrahamijanu, dok je radila sa antirežimskim sveštenstvom 1974. godine, MEK se zbližio sa sa svetovnim levičarskim grupama unutar i izvan Irana. Među njima je bila i Konfederacija Iranskih studenata, Narodna Demokratska Republika Jemen, i Narodni front za oslobađanje Omana, između ostalih. MEK je poslao pet obučenih članova u Južni Jemen da se bore u Dofarskom ratu protiv omanskih i iranskih snaga.

## Obaveštajne i operacionalne sposobnosti
Tokom godina u kojima je MEK imao sedište u Iraku, grupa je bila usko povezana sa Mukhabaratom (IIS), i čak je imala odeljenje u agenciji posvećeno njima. Direkcija 14 IIS-a je radila sa MEK-om u združenim operacijama dok je Direkcija 18 bila isključivo odgovorna za MEK i izdavala je naređenja i zadatke za njihove operacije. MEK je ponudio IIS-u informacije koje je prikupio u Iranu, usluge ispitivanja i prevođenja.
Deklasifikovan izveštaj koji je objavio Univerzitet vojne obaveštajne službe pri vojsci Sjedinjenih Država 2008. godine, navodi da MEK upravlja HUMINT mrežom unutar Irana, što je „očigledno suštinska snaga MEKa”. Započeo je debatu među obaveštajnim ekspertima o tome „da li bi zapadne sile trebale da iskoriste ovu sposobnost da se bolje informišu o ciljevima i namerama režima u Iranu”. Rik Fransona je rekao Foreign Policy-ju 2005. godine da bi MEK timovi mogli da rade u saradnji sa skupom obaveštajnih i identifikacionih agenata. Zvaničnici bezbednosti Sjedinjenih Država tvrde da organizacija ima istoriju preterivanja i fabrikovanja informacija, navodi Njuzvik. Dejvid Kej veruje „da često greše, ali povremeni daju nešto”. Izvori u američkoj vladi su rekli Njuzviku 2005. godine da Pentagon planira da iskoristi članove MEK kao doušnike ili da ih trenira kao špijune za upotrebu protiv Teherana.
MEK je sposoban da sprovede „telefonske obaveštajne” operacije efektivno, odnosno da prikuplja infoemacije preko telefonskih razgovora sa zvaničnicima i vladinim organizacijama u Iranu.
Po Ariani M. Tabatabi, MEK-ove „sposobnosti da sprovodi terorističke napade su možda opale poslednjih godina”, ipak, „sumnja se da su izvršili napade na iranske nuklearne naučnike, uz navodnu podrškom Izraela”.

## Propagandna kampanja
Po Vilfredu Buči, MEK je koristio propagandu na Zapadu od 1980tih. 1980tih i 1990tih, njihova propaganda je bila uglavnom usmerena protiv zvaničnika u vladi. Po Antoniju H. Kordesmanu, od sredine 1980tih MEK se suočavao sa iranskim predstavnicima u inostranstvu kroz „propagandu i ulične demonstracije”. Drugi analitičari su takođe tvrdili da na zapadu postoji propagandna kampanja MEKa, uključujući i Kristofera C. Harmona, Wilfreda Buča i ostale.
Sudeći po Kenetu Kecmanu, MEK je sposoban da mobiliše svoje podržavaoce egzila u demonstracijama i kampanjama za prikupljanje sredstava. Organizacija pokušava da objavi zloupotrebe režima i obuzda odnose stranih vlada sa Teheranom. Da bi to postigao, redovno sprovodi marševe protiv režima i demonstracije u tim zemljama.
Godine 1986. Državni sekretarijat Sjedinjenih Država je pisao KSCI-TVu opisujući „MEK propagandu” koja je u skladu sa sledećim: „Iranska vlada je loša, PMOI je protiv iranske vlade, iranska vlada potiskuje PMOI, stoga, PMOI i njegov vođa Rajavi su dobri i treba ih podržati.” Sudeći po Masudu Kazemzedu, MEK je takođe koristio propagandu protiv dezertera iz organizacije.
Određeni analitičari kao Kenet R. Timerman i Pol R. Pilar su takođe tvrdili da grupa unajmljuje protestante.
Al Džazira je izveštavala o navodnoj kampanji MEKa na Tviteru. Po Marku Ovenu Džonsu, predavači na Ekseter Univerzitetu, nalozi koji su tvitovali #FreeIRan i #Iran_Regime_Change „su kreirani u periodu od četiri meseca”, što sugeriše automatizovanu aktivnost. Po bivšem MEK članu Hasanu Hejraniju „nekoliko hiljada naloga vodi odo 1,000 – 1,500 članova MEK-a”.

## Zapisi o ljudskim pravima
Godine 2006, premijer Iraka El Maliki je rekao MEK-u da mora da napusti Irak, ali MEK je odgovorio da „taj zahtev krši njihov status koji im garantuje Ženevska konvencija.” Al-Maliki i Ministar pravosuđa Iraka tvrde da je MEK činio kršenje ljudskih prava početkom 1990-ih kad je kampanja Sadama Huseina protiv Šiita bila u usponu.
U objavi za javnost 2004. godine, Amnesti Internešnl je izjavio da i dalje prima izveštajeШаблон:By whom o kršenju ljudskih prava od strane MEK-a protiv sopstvenih članova. 2018. godine, Amnesti Internešnl je takođe osudio i vladu Irana zbog pogubljenja zatvorenih članova MEK-a 1998. godine i predstavio je MEK kao uglavnom mirne političke disidente, uprkos izveštajima da su ubili hiljade Iranaca i Iračana od 1981. godine.
U maju 2005. godine, Hjuman rajts voč (HRW) su izdali izveštaj  nazvan „Bez izlaza: Zloupotrebe ljudskih prava unutar MEK-ovih kampova”, koji opisuje zatvorske kampove koje vodi MEK i teške povrede ljudskih prava počinjene od strane njegovih članova, koji idu od produžene izolacije i boravaka u samici do prebijanja, verbalnog i psihološkog zlostavljanja, iznuđenih priznanja, pretnji pogubljenjem i mučenja koja su u dva slučaja dovela do smrti. Međutim, očekivana su neslaganja oko ovih prezentovanih dokaza.
Izveštaj je iznudio odgovor od MEK-a i četiri evropska člana parlamenta pod nazivom „Prijatelji slobodnog Irana” (FOFI), koji su objavili kontra-izveštaj u septembru 2005. godine. Oni su izjavili da se HRW „oslanjao samo na 12 sati intervjua sa 12 sumnjivih individualaca”, i da „je delegacija MEP-a posetila Kamp Ašraf u Iraku” i ”sprovela inspekcije bez najave mesta navodnog zlostavljanja”. Aleho Vidal-Kvadras Roka (PP), jedan od potpredsednika Evropskog parlamenta, rekao je da je iransko Ministarstvo obaveštajnih i sigurnosnih poslova (MOIS) izvor dokaza protiv MEK-a. U pismu iz maja 2005. godine upućenog HRW, visoki komandant vojne policije odgovoran za oblast Kampa Ašraf, brigadir general Dejvid Filips, koji je tokom 2004. godine bio zadužen za zaštitni nadzor članova MEK-a u logoru, osporio je navodno kršenje ljudskih prava.
Čuvari ljudskih prava su objavili izjavu u februaru 2006. godine, izjavivši „Mi smo pažljivo istražili kritike koje smo primili vezi sa suštinom i metodologijom (’Bez izlaza’) izveštaja i smatramo da su te kritike neopravdane”. Izjava je obezbedila odgovor na FOFI dokument, čiji nalazi „nisu imali značaja” za HRW izveštaj.
U julu 2013. godine, specijalni izaslanik Ujedinjenih nacija, Martin Kobler, optužio je vođe grupe za zloupotrebe ljudskih prava, što je MEK odbacio kao „neosnovane” i „deo prikrivanja”. Portparol Ujedinjenih nacija branio je Koblera i njegove navode, izjavivši „Žalimo što se MEK i njegove pristalice i dalje fokusiraju na javna narušavanja napora Ujedinjenih nacija u promovisanju mirnog, humanitarnog rešenja za Kamp Ašraf i, posebno, visoko personalizovane napade na izaslanika Ujedinjenih nacija za Irak”.
Hjeran Jo, u svom radu na ispitivanju humanitarnih kršenja međunarodnih prava od strane pobunjeničkih grupa, izjavila je da MEK nije prihvatio posete Internacionalni komitet Crvenog krsta (ICRC) svojim centrima za pritvor.. Po Ronenu A. Koenu, MEK je kontrolisao narod najviše „zlostavljanjem žena”. Po kritikama grupa za ljudska prava, brak je zabranjen u kampu. Prilikom priključenja grupi, novi članovi su podučavani indoktrinaciji u ideologiji i revizionističkoj istoriji Irana. Od svih članova se zahteva da prisustvuju nedeljnim „ideološkim čišćenjima”.

### Navodi o seksualnom zlostavljanju
Novinar Džejson Rezeian je primetio u svojim objašnjenjima veze između Džona Boltona i MEK-a da „samo nekoliko onih koji su mogli da pobegne” su bili „odsečeni od svojih voljenih, prisiljeni na ugovorene brakove, ispran im je mozak, bili su seksualno zlostavljani i mučeni.” Članovi koji su pobegli od MEK-a i neki eksperti kažu da su ove samokritičke sesije u Maovom stilu namenjene da nametnu kontrolu nad seksom i brakom u organizaciji kao totalitarističkoj instituciji.
Batul Soltani, jedna od tri žene koje su tvrdile da su pobegle iz Kampa Ašraf, navela je da ju je Masud Rajavi seksualno napadao nekoliko puta u razdoblju od nekoliko godina. Ipak, sudeći po pukovniku Leu MekKloskiju (bivšem komandantu JAITFa u Kampu Ašraf), gospođu Soltani je regrutovao Iran kao agenta iranske vlade. Zahra Moini, još jedna bivša članica koja je bila telohranitelj Masudu Rajaviju rekla je da bi žene nestajale ako bi odbile da se „udaju” za Masuda. Ona je takođe optužila Mariam da je učestvovala u ovoj praksi. Ferešteh Hedajati, još jedna koja je pobegla, rekla je da je izbegla da bude „seksualno napadane”, iako su njene naredne izjave uključivale trpljenje psihičkog i fizičkog mučenja što je uključilo i prisilnu histerektomiju.

## Prikupljanje sredstava

### Nemačka
U Nemačkoj, MEK je koristio NGO da bi skupio novac za „izbeglice i one koji traže azil." Još jedna organizacija je navodno skupljala sredstva za „decu čiji roditelji su ubijeni u Iranu" u zatvorenim i zapečaćenim kutijama u centrima gradova. 1988. godine, policija u Nirnbergu je razotkrila organizaciju koja je bila paravan MEK-u. U početku, Zeleni su podržavali ove organizacije dok nisu postali svesni njihovih namera.
U decembru 2001. godine, združena operacija FBI-a i policije Kelna otkrila je ono što izveštaj iz 2004. godine zove „kompleksna šema prevare koja uključuje decu i socijalne beneficije", uključujući i sestru Marjam Rajavi. Vrhovni sud je odlučio da zatvori nekoliko MEK kampova pošto su istrage otkrile da je organizacija nezakonito prikupila između 5 i 10 miliona dolara socijalnih naknada za decu svojih članova koja su poslata u Evropu.

### Navodna holandska dobrotvorna organizacija
Sudeći po četiri anonimna Iranca koja tvrde da su bivši članovi MEK-a, MEK je vodio i dobrotvornu organizaciju u Holandiji zvanu „Društvo solidarnosti sa narodom Irana" (holandski: Stichting Solidariteit met Iraanse Mensen) ili jednostavno SIM. 2003. godine, Centralna obaveštajna i sigurnosna služba (AIVD) je tvrdila da SIM prikuplja sredstva za MEK, što je organizacija negirala.

### Ujedinjeno kraljevstvo
Grupa je vodila lažnu dobrotvornu organizaciju sa sedištem u Ujedinjenom kraljevstvu, „Pomoć Iranu", koja „je tvrdila da prikluplja novac za iranske izbeglice koje progoni islamski režim" a kasnije je otkriveno da je to u stvari paravan za njihov vojni ogranak. 2001. godine, Komisija za dobrotvorne svrhe Engleske i Velsa ju je zatvorila pošto je saznala „da ne postoji proverena veza između novca koji su donirali britanski stanovnici (približno 5 miliona funti godišnje) i dobrotvornog rada u Iranu."

### Sjedinjene Američke Države
Sudeći po izveštaju o politici RAND Korporacije, pristalice MEK-a traže donacije na javnim mestima, često pokazujući „grozne slike" žrtava kršenja ljudskih prava u Iranu i tvrdeći da prikuplja novac za njih ali ga u stvari preusmerava na MEK. Izveštaj Federalnog Biroa za Istraživanja (FBI) iz 2004. godine navodi da je organizacija angažovana „kroz složenu međunarodnu operaciju pranja novca koja koristi račune u Turskoj, Francuskoj, Belgiji, Norveškoj, Švedskoj, Jordanu i Ujedinjenim Arapskim Emiratima".
Godine 1999, posle istrage koja je trajala dve i po godine, federalne vlasti su uhapsile 29 pojedinaca u „Operaciji istočni pristup", od kojih su 15 zadržani po optužbama da su pomagali članovima MEK-a da nezakonito uđu u Sjedinjene Države. Vođa se izjasnio krivim za obezbeđivanje lažnih dokumenata članovima MEK-a i kršenje Zakona o antiterorizmu i izvršenju smrtne kazne iz 1996. godine.
19. novembra 2004. godine dve organizacije „Iransko-Američka zajednica Severne Virdžinije" i „Unija protiv fundamentalizma" organizovali su demonstracije ispred zgrade Kapitola u Vašingtonu i prebacile sredstva za demonstracije, oko 9.000 dolara, na račun člana MEKa iz Teksasa. Kongres i banka o kojoj je reč nisu bili svesni da demonstratori u stvari skupljaju materijalnu podršku za MEK.

## Optužbe Islamske Republike Iran protiv MEK-a

### Pogubljenje Muhameda-Reze Sa'adatija
Godine 1979, inženjera Muhameda-Rezu Sa’adatija su uhapsile iranske bezbednosne snage ispred Sovjetske ambasade i optužile ga da je špijun Sovjetskog saveza. Revolucionarna Grada ga je hvatila dok je pokušavao da  uđe u ambasadu Sovjetskog saveza navodno noseći osetljive dokumente o Revolucionarnom Savetu. Po istoričaru Abasu Milaniju, MEK je obavestio Sovjete da su uzeli dokumente i slučaj Ahmada Mogarebija, generala Imperijalističke Iranske Armije koji je pogubljen zbog špijunaže za Sovjete od strane Šahovog režima.
MEK je tvrdio da je Sa’adati, koji je bio odgovoran samo za odnose sa inostranstvom za MEK, samo intervjuisao zvaničnike iz nekoliko država i organizacija, i da je uhapšen pod lažnim optužbama. Sa’adati je takođe optužio iranski režim da pokušava da poveže operacije MEKa sa Sovjetskim savezom. Sa’adatiju je bilo suđeno i osuđen je na 10 godina zatvora. U junu 1981. godine kada je konflikt eskalirao između MEK i Homeinijeve vlade, Sa’adatiju je ponovo suđeno i Islamska Republika Iran ga je pogubila zbog „navodnog upravljanja gerilskim ratom iz zatvora."

### Bombaški napad 7. tira
28. juna 1981. godine, bomba je eksplodirala u sedištu Islamske republikanske partije – napad je nazvan Bombardovanje 7. tira – u Teheranu, ubivši 73 osobe, uključujući generalnog sekretara partije, 4 ministra, 10 zamenika ministara i 27 članova Parlamenta Irana. Dva dana kasnije, Ruholah Homeini je optužio MEK koji nije porekao svoju ulogu u napadu. Iranske bezbednosne snage su okrivile Sjedinjene Države i „unutrašnje plaćenike". Po Kenetu Kacmanu, „bilo je mnogo spekulacija među akademicima i posmatračima da su ova bombardovanja u stvari planirana od strane viših IRP vođa, sa ciljem da se reše nekih tivala unutar samog IRPa." Po Ervandu Abrahamijanu, „šta god da je istina, Islamska republika je iskoristila incident da objavi rat levičarskoj opoziciji u globalu i mudžahedinima posebno." Po Državnom sekretarijatu Sjedinjenih Država, bombardovanje je izvršio MEK.

### Napadi 1992. godine
U aprilu 1992. godine, iranske vlasti su sprovele vazdušne napade na baze MEK-a u Iraku. IRI je tvrdio da su napadi bili povezani sa napadima MEK-a na iranske državne i civilne mete. MEK i Irak su negirali tvrdnje, Tvrdeći da „je Iran izmislio ove napade na svoje teritorije da bi prikrio bombardovanje baza Mudžahedina na teritoriji Iraka".

### Ostali
9. februara 2012. godine, iranski viši oficir Mohamed-Džavad Larijani je izjavio za NBC vesti da „su MOSAD i MEK zajedno odgovorni za ciljana ubistva iranskih naučnika," iako ove tvrdnje nikad nisu bile podržane dokazima.

## Društveni položaj među iranskom opozicijom
Po Abrahamijanu, do 1989. godine mnoge strane diplomate su smatrale MEK „najvećom, najdisciplinovanijom, najbolje naoružanom od svih opozicionih organizacija". 1994. godine rivalske grupe su dovodile u pitanje tvrdnje organizacije da će po preuzimanju vlasti u Iranu sprovesti slobodne izbore, ističući da je imenovanje „novoizabranog predsednika" dokaz zanemarivanja naroda Irana. Kenet Kecman je 2001. godine napisao da je MEK „najaktivnija iranska opoziciona grupa". Izveštaj iz 2009. godine koji je objavila Institucija Brukings, zaključuje da je organizacija izgleda nedemokratska i fali joj popularnost, ali održava operativno prisustvo u Iranu, gde deluje kao posrednički rat protiv Teherana.

### Shvatanja iranskog naroda
Širok spektar izvora navodi da MEK ima malu ili nikakvu podršku među narodom Irana. Razlog koji se najčešće navodi za to je veza MEK-a sa Sadamom Huseinom tokom Iračko-iranskog rata, i napadi na iranske vojnike i civile su viđeni kao izdaja unutar domovine. Ovi izvori uključuju novine, akademske radove, kao i one koje su napisali analitičari koji rade za vlade i istraživačke centre. Ipak, ove tvrdnje je teško potvrditi jer su pristalice MEK-a progonjeni u Iranu. Po Struanu Stivensonu, „Izjava da je MEK irelevantna grupa ili da nema podršku u Iranu je mit."
Izveštaj o politici RAND Korporacije o grupi sugeriše da je između 1979. i 1981. godine MEK bio najpopularnija grupa u Iranu, ipak, ta bivša reputacija je smanjena do tačke da je to sad „jedini entitet koji je manje popularan" od iranske vlade.

### Odnosi sa drugim iranskim opozicionim grupama
Grupa je održala prijateljske odnose sa jedinom drugom velikom iranskom urbanom gerilskom grupom, Organizacijom iranskih narodnih Fedira gerilaca (OIPFG).
Izveštaj Državnog sekterarijata Sjednjenih Država iz oktobra 1994. godine naveo je da druge iranske opozicione grupe ne sarađuju sa MEK-om jer smatraju da je „nedemokratska" i „strogo pod kontrolom" svojih vođa.
Zbog anti-šahovskog stava pre revolucije, MEK nije blizak sa monarhističkim opozicionim grupama i Rezom Pahlavijem, svrgnutim princom prestolonaslednikom Irana. Komentarišući MEK, Pahlavi je rekao u jednom intervjuu: „Ne mogu da zamislim da će Iranci ikad oprostiti njihovo tadašnje ponašanje (stajanje na stranu Sadama Huseina u Ratu između Irana i Iraka)... Ako je izbor između ovog režima i MEK-a, verovatno će izabrati mule."
Iranski svrgnuti predsednik, Abulhasan Banisadr, okončao je svoju vezu sa grupom 1984. godine, osuđujući stav tokom Iračko-iranskog rata.
Nacionalni Pokret otpora Irana (NAMIR), koji vodi Šapur Bakhtiar, nekad nije bio u prijateljskim odnosima sa MEK-om. U julu 1981. godine, NAMIR je odbio bilo kakvu saradnju dve organizacije i javno ih osudio u objavi izdatoj posle sastanka iračkog ministra spoljih poslova, Tareka Aziza i Rajavija u januaru 1983. godine, kao i „svete i revolucionarne" prirode Rajavisa u aprilu 1984. godine.

## Označavanje MEK-a kao kult
Visoki komesarijat OUN za izbeglice (UNHCR) je identifikovala MEK kao grupu sa karakteristikama kulta. Vlade suverenih država, i Federalna vlada Sjedinjenih Država su zavnično opisale MEK kao kult. Irački ambasador u Sjedinjenim Državama, Samir Sumaidai, rekao je 2011. godine da MEK „nije ništa drugo nego kult". Neki akademici, uključujući Ervanda Abrahamijana, Stefani Kronin, Vilfreda Buče i drugih su takođe izneli slične tvrdnje.
I bivši članovi koji su pobegli su naveli karakteristike kulta u MEK-u (uključujući Masuda Hodabandeha i Masuda Banisadra između ostalih, ali i novinare Riz Erlih, Roberta Šira i Elizabet Rubin koji su posetili MEK-ove vojne kampove u iraku).
Godine 1990, nakon prekida vatre između Irana i Iraka i odsustva četvrtine sledbenika, Rajavi je proglasio drugu fazu „ideološke revolucije". Po njegovom naređenju, svi članovi su se razveli od svojih supružnika. Godinu dana kasnije, Rajavi je naredio da se sva deca presele iz Iraka u Evropu i Ameriku kako bi ih prihvatile pristalice MEK-a.
Istraga Evropskog parlamenta i američke vojske zaključila je da su optužbe da je to „kult” neutemeljene: „U izveštaju Evropskog parlamenta otkrivene su falsifikovane informacije koje se mogu pratiti do iranskog ministarstva obaveštajne službe". Prema rečima Rejmonda Tantera, „Teheran koristi navode da je MEK kult kao propagandu za ciljanje liberalnih demokratija, pokušavajući da ih ubedi da se uzdrže od pružanja podrške MEK-u".

## Dokumentarni filmovi
- Kult koji bi bio vojska: Kult Kameleona (2007): Dokumentarni film Al Džazira, režirao Maziar Bahari[388]
- Strani svet narodnih mudžahedina (2012): Dokumentarni film Bi-Bi-Si svetski servis, režirao Oven Benet-Džouns i producirala kompanija Wisebuddah.[389] Dobitnik je nagrade Njujorški festivali za najbolji istraživački izveštaj 2013. godine.[390]
- Drugovi po oružju: Kamp Ašraf u Iraku pretvoren u harem za vođu (2014): Dokumentarni film na Press TV-u
- Tajne iza Overs-sur-Oize (2016): Dokumentarni film na Press TV-u
- Jurnjava iranskih špijuna: Dokumentarni film režirao Majkl Vor kao epizoda Uncensored With Michael Ware (S1E3), emitovana 7. februara 2017. godine na Nacionalnoj Geografiji

### Serije, filmovi i dokumentarni filmovi Islamske Republike Iran o MEK-u
- Rukopisi (persijski: دست نوشته ها, romanski: Dast Neveshteha): 1987. godina, akcija, drama, triler, režirao Merzad Minui prema scenariju Berouza Afkamija.[391]
- Vukovi (persijski: گرگ‌ها, romanski: Gorg-ha): Osmočasovna dokumentarna serija iz 4 dela, prvo je objavljena 2007. godine, zatim 2013. godine kao 90-minutni dokumentarni film, emitovan na radio televiziji Islamske Republike Iran. Uključuje i snimke iz arhive Ba'athist Irak o poverljivim sastancima.[392]
- Nezavršeni film za moju ćerku, Somajeh (persijski: فیلم ناتمامی برای دخترم سمیه): Dokumentarni film iz 2014. godine, režirao Morteza Pajesenas, emitovano na radio televiziji Islamske Republike Iran.[392]
- Insajder (persijski: نفوذی, romanski: Nofoozi): Igrani film iz 2008. godine, režirao Ahmed Kaveri, Amir Džafari glumi MEK-ovog begunaca koji se vraća u Iran 2004. godine.[391]
- Cijanid (persijski: سیانور, romanski: Siyanor)I: Igrani film iz 2016. godine, režirao Berouz Šoaibi, prikazuje organizaciju tokom 1970-ih godina.[393] Glumci: Babak Hamidian, Behnoš Tabatabei, Hani Tavasoli, Atila Pesijani, Medi Hašemi i Hamad Komeili.[394]
- Minin izbor (persijski: امکان مینا, romanski: Emkan-e Mina): Drama iz 2016. godine, o srećnom venčanju Mine i Mehrana koji su rastrgnuti. Prema režiseru Kamalu Tabriziju i producentu Manouheru Mohamadiju, film pokušava da „upozori porodice” o MEK-u.[395]
- Podnevni događaj (persijski: ماجرای نیمروز): Politička drama iz 2017. godine, režiser Muhamed-Husein Madavian, predstavlja MEK tokom 1980-ih godina i proglašen je najboljim filmom na 35. Međunarodnom filmskom festivalu „Fadžr”.[396]
- Poklon tame (persijski: ارمغان تاریکی, romanski: Armaghan-e Tariki): Drama, serija iz 2011. godine, režiser Džalil Saman, predstavlja MEK tokom 1980-ih godina.[397]
- Parvaneh (persijski: پروانه): Drama, serija iz 2013. godine, režiser Džalil Saman, o MEK-u tokom 1970-ih godina.[397]
- Dah (persijski: نفس): Drama, serija iz 2017. godine, režiser Džalil Saman, predstavlja MEK tokom 1970-ih godina.[397][398]

## Spoljašnje veze
- Official website